# Lịch sử Nhật Bản
Lịch sử Nhật Bản bao gồm lịch sử của quần đảo Nhật Bản và cư dân Nhật, trải dài lịch sử từ thời kỳ cổ đại tới hiện đại của quốc gia Nhật Bản. Các nghiên cứu khảo cổ học cho thấy trên các hòn đảo mà nay là Nhật Bản đã có người sinh sống ngay từ cuối thời kỳ đồ đá cũ. Ngay sau thời kỳ băng hà cuối cùng, khoảng 12.000 năm TCN, hệ sinh thái phong phú trên quần đảo Nhật Bản đã giúp đẩy nhanh sự phát triển loài người, sản sinh ra nền văn hóa đất nung nổi tiếng của thời kỳ Jomon. Lịch sử Nhật Bản với nhiều thời kỳ cô lập thay thế nhau bị gián đoạn bởi các ảnh hưởng cấp tiến, thường là cách mạng từ thế giới bên ngoài. Các tài liệu đầu tiên viết về Nhật Bản qua các đoạn ghi chép ngắn trong Nhị thập tứ sử của người Trung Quốc. Các ảnh hưởng tôn giáo và tín ngưỡng chính được du nhập từ Trung Quốc.
Thủ đô đầu tiên được thành lập tại Nara năm 710, và nó đã trở thành một trung tâm của nghệ thuật Phật giáo, tôn giáo và văn hóa. Hoàng tộc vào thời gian này nổi lên vào khoảng năm 700, nhưng đến năm 1868 (vẫn có vài ngoại lệ), tuy có uy tín cao nhưng nắm trong tay rất ít quyền lực. Vào năm 1550, Nhật Bản được chia thành vài trăm đơn vị kiểm soát tại địa phương, hoặc các khu vực thuộc quyền kiểm soát "Đại Danh" (lãnh chúa), với lực lượng của riêng mình là các chiến binh samurai. Tokugawa Ieyasu (Đức Xuyên Gia Khang) lên nắm quyền năm 1600, và phong đất cho những người ủng hộ mình, thành lập "Mạc phủ" ở Edo (Tōkyō ngày nay). "Thời kỳ Tokugawa" đánh dấu một thời kỳ thịnh vượng và hòa bình, nhưng Nhật Bản cố ý chấm dứt các hoạt động Kitô giáo và cắt đứt gần như tất cả các tiếp xúc với thế giới bên ngoài. Trong những năm 1860, thời kỳ Minh Trị bắt đầu bằng việc quân đội hoàng gia của Thiên hoàng Minh Trị đánh bại quân đội Mạc phủ Tokugawa trong chiến tranh Mậu Thìn. Nhà lãnh đạo mới kết thúc chế độ phong kiến và chuyển đổi một hòn đảo cô lập—một quốc gia kém phát triển—nhanh chóng trở thành một cường quốc thế giới theo nhìn nhận của người phương Tây. Nền dân chủ là một vấn đề, bởi vì lực lượng quân đội tinh nhuệ của Nhật Bản đã được bán độc lập và thắng thế hơn, hoặc thường xuyên sát hại dân thường trong những năm 1920 và 1930. Quân đội Nhật Bản bắt đầu tiến đánh vào Trung Quốc vào năm 1931 nhưng đã bị đánh bại trong cuộc Chiến tranh Thái Bình Dương bởi Hoa Kỳ và Anh Quốc.

## Tiền sử

### Thời đồ đá cũ
Đây là thời kỳ khoảng 100.000  đến 30.000 năm TCN, khi những công cụ bằng đá sớm nhất được tìm thấy, khoảng 14.000 năm TCN, vào cuối thời kỳ băng hà, tương ứng với sự mở đầu của thời kỳ đồ đá giữa Jōmon. Thời gian 35.000 năm TCN được phần lớn mọi người chấp nhận: mọi niên đại của sự hiện diện con người trên đảo quốc này trước 30.000-35.000 năm TCN đều vẫn còn bàn cãi, với các đồ tạo tác ủng hộ cho sự hiện diện con người trước năm 35.000 TCN về mặt khảo cổ học vẫn còn bị nghi ngờ về tính xác thực. Từ khoảng 15.000 năm đến 5.000 năm trước Công nguyên, ở Nhật Bản đã có những bộ tộc người nguyên thủy sống du mục, săn bắt và hái lượm.

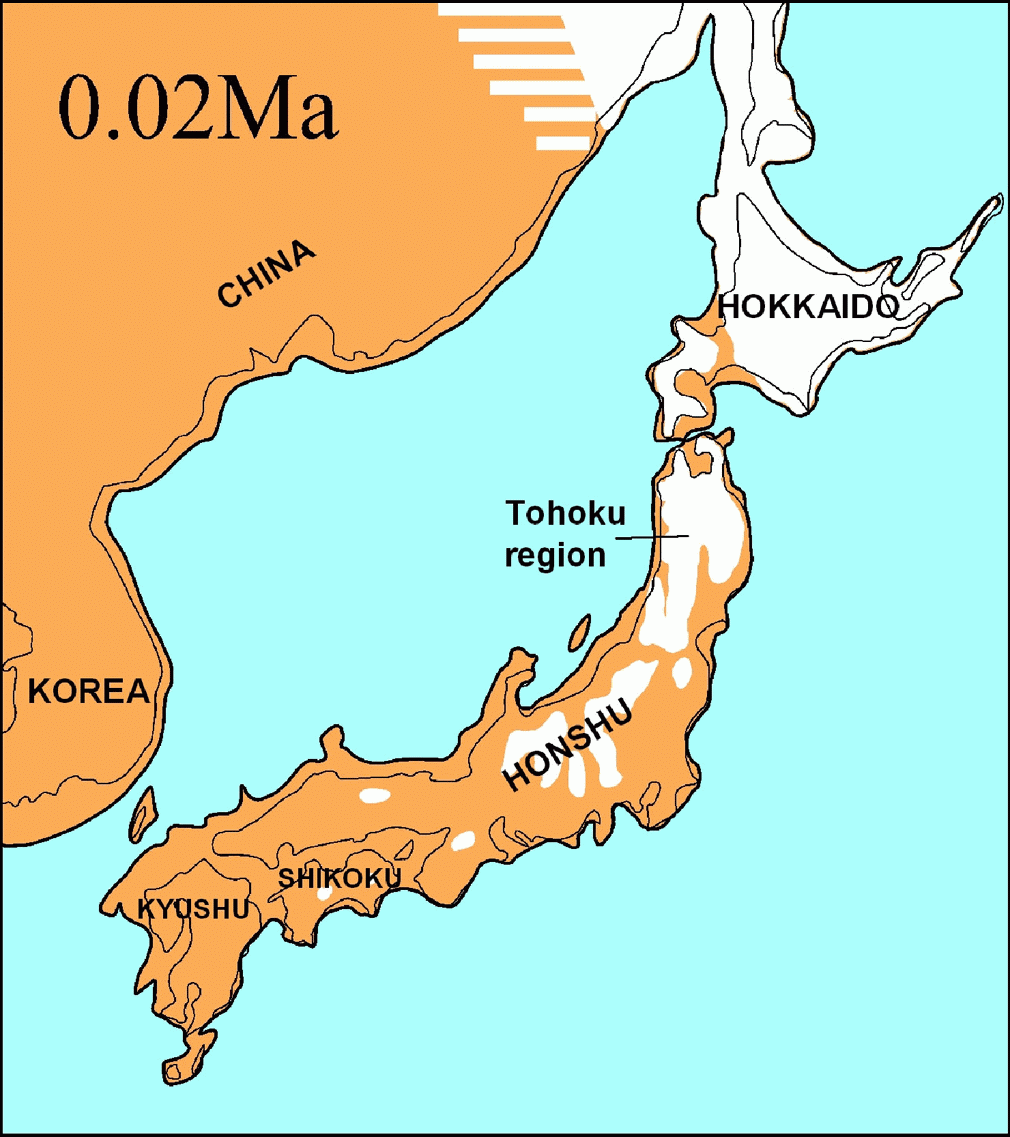
Nhật Bản ở thời kỳ băng hà cuối cùng, hậu kỳ thế Pleistocen khoảng 20.000 năm trước

Thời kỳ đồ đá Nhật Bản cũng có sự độc đáo là sự xuất hiện của các đá móng và công cụ được mài nhẵn sớm nhất trên thế giới, niên đại khoảng 30.000 năm TCN, một công nghệ đặc trưng gắn với sự mở đầu của thời kỳ đồ đá mới, khoảng 10.000 năm TCN, tại phần còn lại của thế giới. Không rõ tại sao những công cụ như thế này lại được làm ra sớm đến thế ở Nhật Bản, mặc dù thời kỳ này gắn với sự ấm lên toàn cầu (cách ngày nay khoảng 30.000-20.000 năm), và các hòn đảo có lẽ đã hưởng lợi từ nó. Vì sự độc đáo này, thời kỳ đồ đá cũ Nhật Bản không hoàn toàn phù hợp với định nghĩa theo truyền thống về thời kỳ đồ đá cũ dựa trên công nghệ chế tác đá (công cụ đá mài). Các công cụ thời kỳ đồ đá cũ Nhật Bản do đó thể hiện những đặc điểm tiêu biểu của thời kỳ đồ đá giữa và thời kỳ đồ đá mới từ những năm 30.000 TCN.
Dân cư thời kỳ đồ đá cũ ở Nhật Bản, cũng như dân cư thời kỳ Jōmon sau này, có liên quan đến các nhóm người châu Á cổ sinh sống trên những phần rộng lớn của châu Á sau sự gia tăng dân số cấu thành bộ phần người ngày nay là người Trung Quốc, Triều Tiên, và Nhật Bản. Các đặc điểm tiêu biểu của xương có rất nhiều điểm tương đồng giữa những nhóm người bản địa trên lục địa châu Á. Cấu trúc răng thuộc về nhóm Sundadont (răng Sunda), chủ yếu phân bố trong dân cư cổ ở Đông Nam Á (nơi dân cư hiện nay thuộc về nhóm Sinodont (răng Trung Quốc)). Đặc điểm hộp sọ có xu hướng khỏe hơn, với đôi mắt sâu.

Dân cư bản địa người Ainu, ngày nay phần lớn hạn chế trên hòn đảo phía Bắc Hokkaidō, có lẽ là hậu duệ của dân cư thời đồ đá cũ, và thể hiện các đặc điểm trong quá khứ được chỉ rõ là của đại chủng Âu, nhưng ngày nay có khuynh hướng nói chung coi họ là một phần của nhóm người sơ kỳ đồ đá cũ. Phân tích gen dân cư ngày nay không hoàn toàn rõ ràng và có xu hướng thể hiện sự pha trộn gen giữa dân cư tối cổ Nhật Bản với những người mới đến (Cavalli-Sforza). Ước tính rằng 10 đến 20% gen chủ yếu của người Nhật hiện nay nhận được từ người bản địa cổ đại thời kỳ đồ đá cũ-Jōmon, với phần còn lại đến từ những người nhập cư từ lục địa, đặc biệt là trong thời kỳ Yayoi.
| Lịch sử Nhật Bản | Lịch sử Nhật Bản |
| --- | ---------------- |
| Tiền sửThời kỳ đồ đá cũ ~15000 TCN Thời kỳ Jōmon (Thằng Văn) ~15000 TCN–300 TCN Thời kỳ Yayoi (Di Sinh) tk 4 TCN–tk 3 |                  |
| Cổ đạiThời kỳ Kofun (Cổ Phần) tk 3–tk 7 Thời kỳ Asuka (Phi Điểu) 592–710 Thời kỳ Nara (Nại Lương) 710–794 Thời kỳ Heian (Bình An) 794–1185 |                  |
| Phong kiếnThời kỳ Kamakura (Liêm Thương) 1185–1333 Tân chính Kemmu (Kiến Vũ) 1333–1336 Thời kỳ Muromachi (Thất Đinh) 1336–1573 Thời kỳ Nam-Bắc triều 1336–1392 Thời kỳ Chiến Quốc 1467–1590 Thời kỳ Azuchi-Momoyama (An Thổ-Đào Sơn) 1573–1603 Mậu dịch Nanban (Nam Man) Chiến tranh Nhật Bản – Triều Tiên 1592–1598 Thời kỳ Edo/Tokugawa (Giang Hộ/Đức Xuyên)1603–1868 Chiến tranh Nhật Bản – Lưu Cầu Chiến dịch Ōsaka (Đại Phản) Tỏa Quốc Đoàn thám hiểm Perry Hiệp ước Kanagawa (Thần Nại Xuyên) Bakumatsu (Mạc mạt) Minh Trị Duy tân Chiến tranh Boshin (Mậu Thìn) |                  |
| Hiện đạiThời kỳ Minh Trị (Meiji) 1868–1912 Nhật xâm lược Đài Loan 1874 Chiến tranh Tây Nam Chiến tranh Nhật–Thanh Hiệp ước Mã Quan Chiến tranh Ất Mùi 1895 Phong trào Nghĩa Hòa Đoàn Hòa ước Portsmouth Hiệp ước Nhật–Triều 1910 Thời kỳ Đại Chính (Taishō) 1912-1926 Nhật Bản trong Thế chiến thứ nhất Sự can thiệp của Nhật Bản vào Siberia Đại thảm họa động đất Kantō 1923 Thời kỳ Chiêu Hòa (Shōwa) 1926–1989 Chủ nghĩa quân phiệt Nhật Bản Sự kiện Phụng Thiên Nhật Bản xâm lược Mãn Châu Hiệp ước chống Quốc tế Cộng sản Chiến tranh Trung–Nhật Cuộc tấn công Trân Châu Cảng Vụ ném bom nguyên tử xuống Hiroshima và Nagasaki Chiến tranh Xô–Nhật Nhật Bản đầu hàng Thời kỳ bị chiếm đóng 1945-1952 Nhật Bản thời hậu chiếm đóng Kỳ tích kinh tế Nhật Bản thời hậu chiến Thời kỳ Bình Thành (Heisei) 1989–2019 Thập niên mất mát Động đất Kobe 1995 Cool Japan Động đất và sóng thần Tōhoku 2011 Thời kỳ Lệnh Hòa (Reiwa) 2019–nay Đại dịch COVID-19 tại Nhật Bản |                  |
| Xem thêm Thiên hoàng • Niên biểu • Đế quốc Nhật Bản Kinh tế • Giáo dục • Quân sự • Hải quân • Di sản thế giới |                  |
| x t s |                  |

## Cổ đại

### Thời kỳ Jōmon
Thời kỳ Jōmon (縄文時代: Thằng Văn thời đại) đặt theo tên hiện vật khảo cổ là thứ đồ gốm có trang trí hình xoắn thừng (thằng văn 縄文). Vào khoảng thời gian cách đây hơn 10.000 năm lãnh thổ Nhật Bản và đất liền nối nhau ở phía nam qua Hàn Quốc và phía bắc qua Hokkaidō và Sakhalin, tạo thành một biển nội địa ở giữa. Những khu định cư ổn định xuất hiện vào khoảng năm 10.000 TCN tương ứng với nền văn hóa đồ đá giữa hoặc, theo một số tranh cãi, văn hóa đồ đá mới, nhưng mang những đặc điểm của cả hai nền văn hóa đó. Những tổ tiên xa của tộc người Ainu của Nhật Bản hiện đại, những thành viên đa dạng của nền văn hóa Jōmon (10.000 – 300 TCN) để lại những di chỉ khảo cổ rõ ràng nhất. Nền văn hóa này cùng thời với các nền văn minh Lưỡng Hà, văn minh sông Nil, và văn minh thung lũng Indus. Trong thời gian này, không có dấu hiệu rõ ràng của việc trồng trọt, mãi cho đến giữa thiên niên kỷ 1 TCN như kê, kiều mạch, cây gai dầu.
Người Nhật chuyển sang trồng lúa và hình thành việc định cư. Người Nhật bắt đầu biết làm đồ gốm có trang trí hình xoắn thừng bằng cách ràng những dây buộc xung quanh trước khi nung gốm. Vào cuối thời kỳ này đã manh nha những nhu cầu đầu tiên trong việc thống nhất đất nước.
Nhiều di tích khai quật được trong giai đoạn này cho thấy thời kỳ đầu và trung kỳ Jōmon đã diễn ra một sự bùng nổ về dân số. Hai thời kỳ này tương ứng với thời tiền sử Holocene Climatic Optimum (từ 4000 đến 2000 TCN) khi nhiệt độ cao hơn bây giờ vài độ C và mực nước biển cao hơn từ 2 đến 3 mét. Những di chỉ đồ gốm mang tính nghệ thuật cao, như các bình gốm nung lửa có trang trí, được tìm thấy trong gian đoạn này. Sau năm 1500 TCN, thời tiết trở nên lạnh hơn và dân số có lẽ đã giảm xuống nhanh chóng bởi lẽ người ta tìm thấy ít di chỉ khảo cổ tương ứng với giai đoạn 1500 năm TCN hơn nhiều so với trước đó.
Vào cuối thời Jōmon, theo nghiên cứu khảo cổ học, một thay đổi quan trọng đã diễn ra. Các hình thức nông nghiệp sơ khai đã phát triển thành việc canh tác trên các ruộng lúa và xuất hiện sự kiểm soát của chính quyền. Rất nhiều nhân tố văn hóa Nhật Bản có thể khởi nguồn từ thời kỳ này và phản ánh lại những cuộc di cư từ phía nam lục địa châu Á và phía nam Thái Bình Dương. Trong những nhân tố này có các truyền thuyết về Thần đạo, các tục lệ hôn nhân, các phong cách kiến trúc và những phát triển về kỹ thuật như đồ sơn mài, những cây cung được kéo mỏng, kỹ thuật chế tác đồ kim loại và đồ thủy tinh.

### Thời kỳ Yayoi
Yayoi (弥生時代: Di Sinh thời đại) được coi là thời kỳ mà xã hội nông nghiệp thể hiện đầy đủ những đặc điểm trọn vẹn của nó lần đầu tiên ở quần đảo Nhật Bản. Lúa được trồng ở những vùng đầm lầy đất phù sa, kê, lúa mạch và lúa mì được trồng ở những vùng đất cao hơn. Nông cụ, vũ khí bằng đồng, thiếc và sắt đã được mang tới từ lục địa châu Á và được sử dụng phổ biến.
Những người Yayoi đầu tiên có thể đã xuất hiện ở miền bắc Kyūshū và sau đó chuyển lên hòn đảo lớn nhất Nhật Bản Honshū, nơi họ nhanh chóng thay thế người thời kỳ Jōmon bản địa. Mặc dù kỹ thuật chế tác đồ gốm của người Yayoi tiến bộ hơn so với người Jōmon (đồ gốm được sản xuất trên một chiếc bàn xoay), đồ gốm của người Yayoi lại được trang trí đơn giản hơn. Người Yayoi cũng chế tác ra những chiếc chuông dùng cho nghi lễ, gương và vũ khí bằng đồng. Vào thế kỷ I, họ bắt đầu sử dụng các công cụ nông nghiệp và vũ khí bằng sắt.
Khi dân số người Yayoi tăng lên, xã hội của họ trở nên phức tạp hơn. Họ dệt len, sống định cư trong những ngôi làng làm nông nghiệp, xây dựng các kiến trúc bằng đá và gỗ, bắt đầu xuất hiện những người giàu có sở hữu nhiều đất và tích trưc được nhiều lương thực dẫn đến việc phân chia ra các đẳng cấp xã hội khác nhau. Sự phát triển này có thể bắt nguồn từ nền văn hóa làm thủy lợi và trồng lúa nước ở lưu vực sông Dương Tử miền nam Trung Quốc. Cho đến gần đây, người ta vẫn tin rằng cây lúa đã được đưa vào Nhật Bản qua đường Triều Tiên, nhưng những phân tích DNA gần đây đã phủ nhận điều đó. Văn hóa lúa nước dẫn đến việc phát triển của một xã hội nông nghiệp định cư tại Nhật Bản. Tuy nhiên, không giống như ở Triều Tiên và Trung Quốc, những thay đổi vế chính trị và xã hội ở quy mô địa phương tại Nhật Bản quan trọng hơn các hoạt động của chính quyền trung ương trong một xã hội phân chia đẳng cấp.
Thời kỳ khảo cổ học tiếp theo trong lịch sử Nhật Bản được gọi là thời kỳ Cổ Phần, cũng là thời kỳ mở đầu giai đoạn Yamato. Xã hội Yayoi dần phát triển thành một xã hội với sự thống trị của tầng lớp quý tộc quân đội và những lãnh địa được tổ chức theo mô hình gia tộc, đặc điểm nổi bật của thời Kofun sau đó. Sự thay đổi này rất có thể bắt nguồn từ cuộc di dân từ bán đảo Triều Tiên.

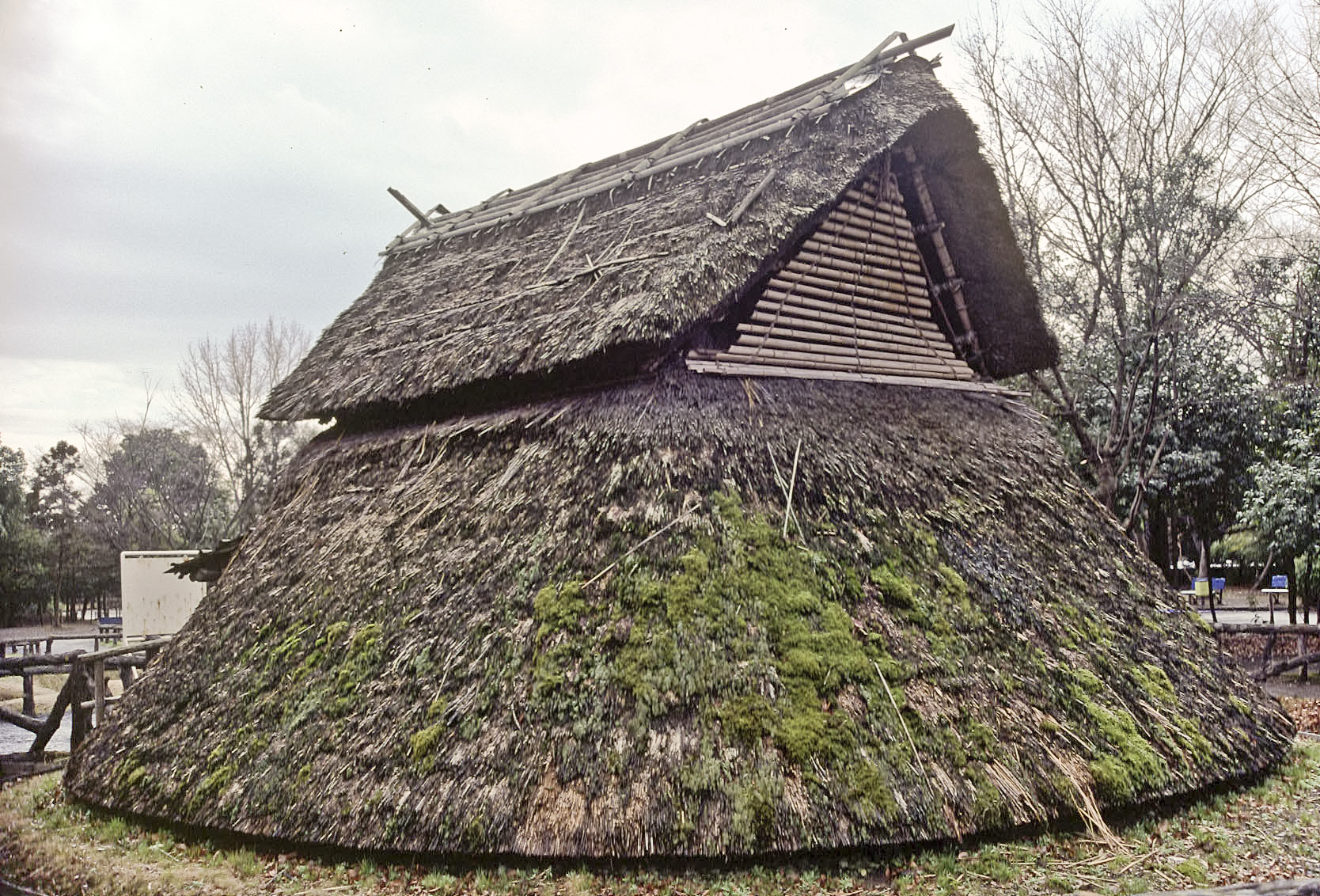
Một kiểu nhà điển hình thời Yayoi
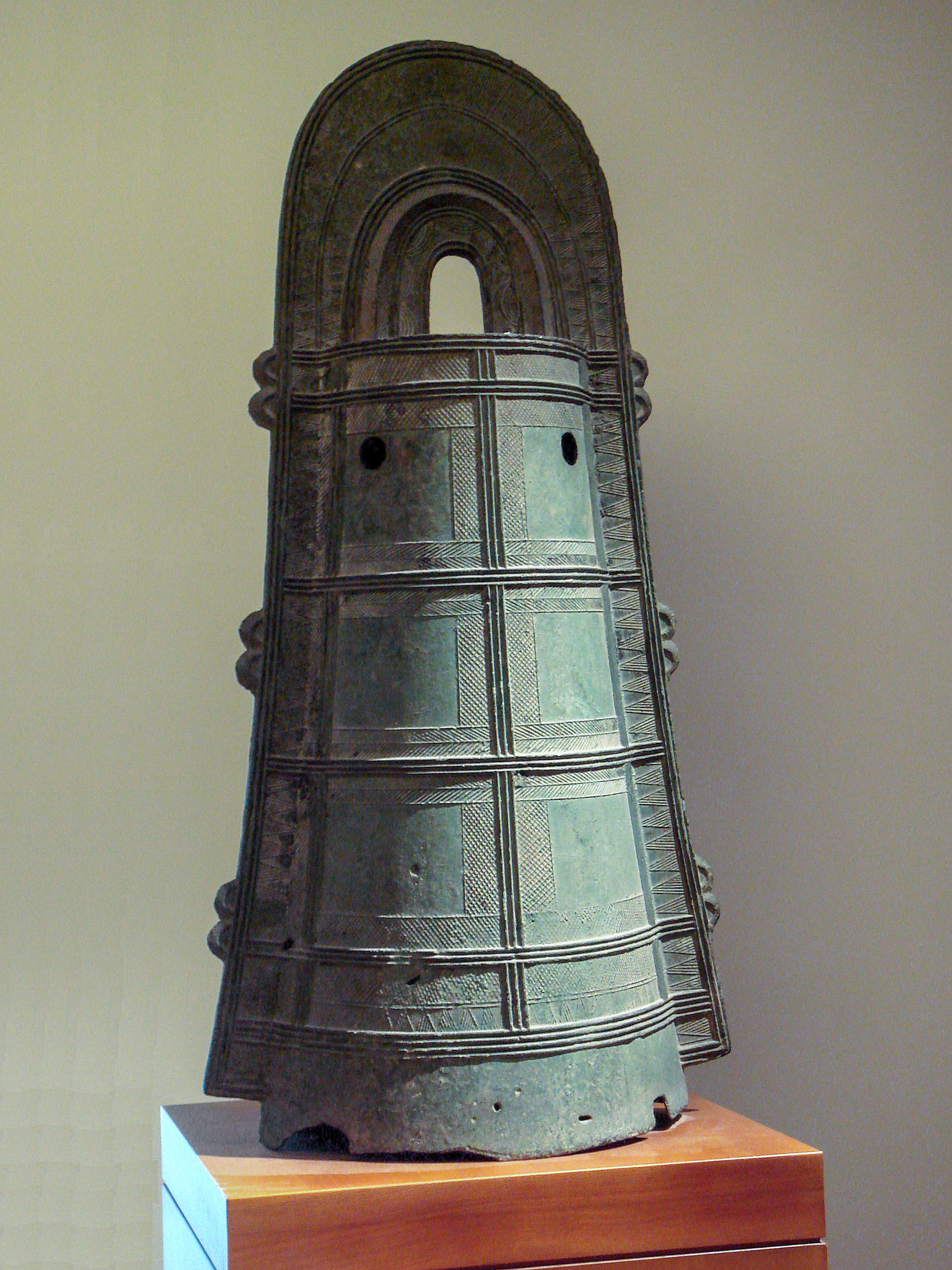
Chuông đồng (Thế kỷ thứ III).
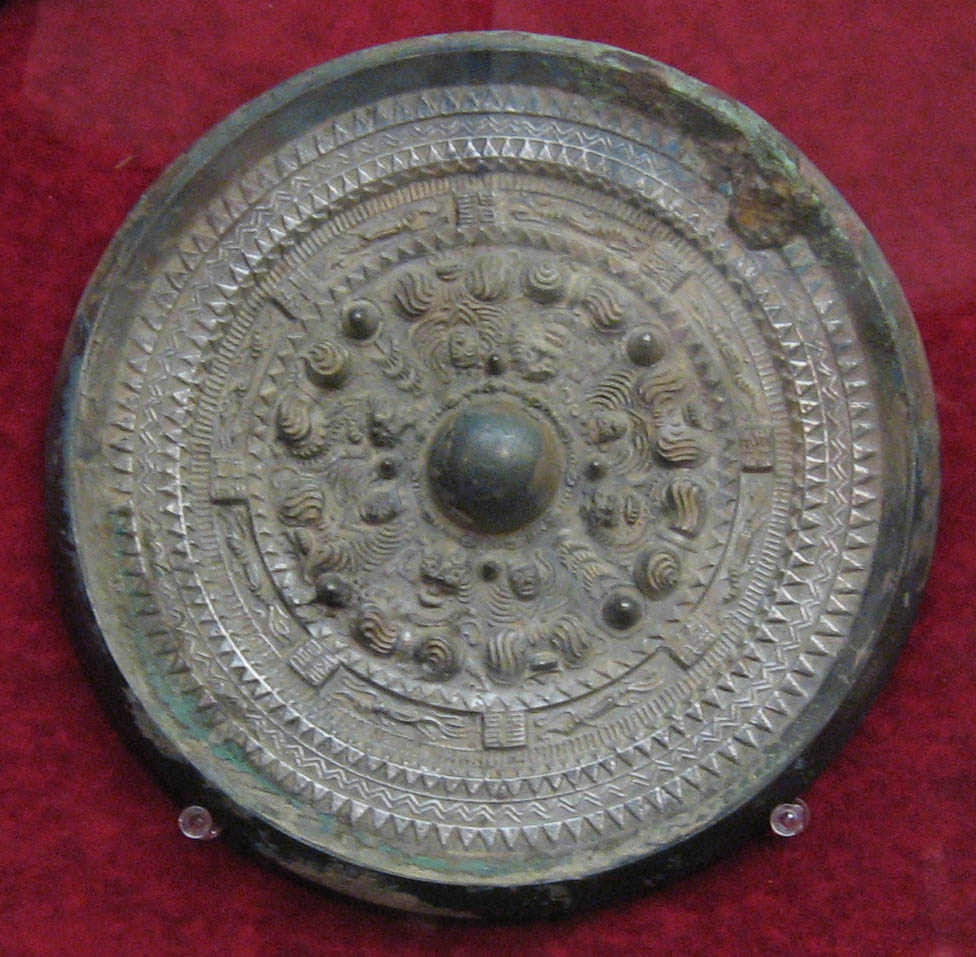
Gương đồng

### Thời kỳ Kofun
Thời kỳ Kofun (古墳時代 | Cổ Phần thời đại) kéo dài từ khoảng năm 250 đến năm 538. Từ kofun trong tiếng Nhật nghĩa là mộ cổ. Nó được dùng để đặt tên cho một thời kỳ vì sự xuất hiện hàng loạt của các mộ cổ có hình dạng và kiến trúc đặc biệt trong thời kỳ này. Thời kỳ Kofun nối tiếp thời kỳ Yayoi. Thời kỳ Kofun và thời kỳ Asuka sau đó thường được gộp chung lại thành thời kỳ Yamato.
Gò mộ (Kofun tiếng Nhật nghĩa là "gò mộ cổ") bắt đầu xuất hiện nhiều trong thời này. Vương quốc Đại Hòa (Yamato) (thời đầu người Nhật dùng chữ Hán 倭 (Nụy, đọc âm Nhật là Wa/Oa) do người Trung Quốc đặt cho để ghi tên gọi Đại Hòa, về sau dùng hai chữ Hán 大和 (Đại Hòa)) thiết lập sự thống trị trên quá nửa phía tây quần đảo Nhật Bản, kể cả phía nam của bán đảo Triều Tiên. Sau này, việc kiểm soát phía nam Triều Tiên bị suy yếu, và sự tranh ngôi trong gia đình Thiên hoàng đã đe dọa quyền lực của Đại Hòa. Đạo Phật và đạo Khổng bắt đầu được du nhập.
Thời kỳ Kofun được phân biệt với thời kỳ Asuka bởi những khác biệt về văn hóa. Thời kỳ Kofun điển hình bởi một nền văn hóa tôn thờ vật tổ trước khi đạo Phật xuất hiện ở Nhật Bản. Về mặt chính trị, sự ra đời của triều đình Yamato và sự mở rộng của nó sang các vùng Kyushu và Kantō là những nhân tố chính tiêu biểu cho thời kỳ này. Thời kỳ Kofun cũng là thời kỳ có sử thành văn đầu tiên ở Nhật Bản. Tuy nhiên, biên niên sử của thời kỳ này còn rất sơ sài và không có trật tự đòi hỏi sự nghiên cứu sâu sắc hơn cũng như sự hỗ trợ lớn hơn từ phía khảo cổ học.
Các tài liệu khảo cổ học và những sử sách của Trung Quốc cổ cho thấy các bộ lạc và thủ lĩnh bộ lạc, rất nhiều ở Nhật Bản trong thời gian này, vẫn chưa được thống nhất lại thành các nhà nước cho tới tận năm 300, khi những lăng mộ lớn bắt đầu xuất hiện trong khi vẫn chưa có liên hệ nào giữa miền tây Nhật Bản với Trung Quốc. "Thế kỷ huyền bí" đó còn được mô tả như một giai đoạn mà các cuộc chiến tranh tương tàn giữa các thủ lĩnh bộ lạc diễn ra để giành quyền kiểm soát Kyūshū và Honshū.
Thời kỳ Kofun kết thúc mở ra thời kỳ Asuka vào khoảng giữa thế kỷ VI với sự xuất hiện của đạo Phật. Tôn giáo này chính thức xuất hiện ở Nhật Bản vào năm 538 và đó cũng là năm được lấy làm mốc cho khởi đầu của thời kỳ Asuka. Ngoài ra, sau khi Trung Quốc được nhà Tùy thống nhất sau đó, cũng trong thế kỷ VI, Nhật Bản bắt đầu chịu ảnh hưởng sâu sắc của văn hóa Trung Quốc và bước vào một thời kỳ văn hóa mới.

## Trung cổ

### Thời kỳ Asuka
Thời kỳ Asuka (飛鳥時代 | Phi Điểu thời đại) kéo dài từ năm 538 đến năm 710, mặc dù giai đoạn khởi đầu của thời kỳ này có thể trùng với giai đoạn cuối của thời kỳ Kofun. Thời kỳ Asuka được đặt theo tên vùng Asuka, cách thành phố Nara hiện giờ khoảng 25 km về phía nam. Quốc gia Yamato, ra đời trong thời kỳ Kofun, phát triển rất nhanh trong thời kỳ Asuka. Nhiều cung điện hoàng gia được xây dựng trong vùng ở thời kỳ này. Thời kỳ Asuka được biết đến với những thay đổi quan trọng về nghệ thuật, xã hội và chính trị. Những thay đổi này có nguồn gốc vào cuối thời Kofun, nhưng chịu nhiều ảnh hưởng của sự xuất hiện của đạo Phật ở Nhật Bản. Phật giáo xuất hiện đánh dấu một thay đổi lớn trong xã hội Nhật Bản. Thời kỳ Asuka còn được phân biệt với các thời kỳ khác bởi sự thay đổi tên của quốc gia từ Oa quốc (Yamato) (倭) thành Nhật Bản (日本).
Thánh Đức Thái tử (聖徳太子) phục hồi quyền lực của vương quốc Đại Hòa. Các cố gắng đầu tiên để tạo nên hiến pháp và một hệ thống giai cấp chính thức. Thánh Đức Thái Tử quảng bá cho đạo Phật. Một số chùa Phật giáo được xây dựng như Shitenno-ji (四天王寺, Tứ Thiên Vương tự), Horyu-ji (法隆寺, Pháp Long tự). Gia đình Soga (曽我, Tằng Ngã) trở nên quyền lực, tuy nhiên sau này đã bị Fujiwara-no-Kamatari (藤原鎌足, Đằng Nguyên Liêm Túc) dưới quyền hoàng tử Naka-no-Oe (中大兄皇子, Trung Đại Huynh Hoàng Tử) lật đổ. Những cuộc vận động tranh giành quyền lực trong triều đình đã dẫn đến một cuộc lật đổ sự kiểm soát của dòng họ Soga vào năm 645. Cuộc lật đổ do Hoàng tử Naka no Oe và Nakatomi no Kamatari cầm đầu giành lại quyền kiểm soát triều chính từ tay gia đình Soga và mở đầu cho cuộc cải cách Taika (Taika no Kaishin), chấm dứt sự cai trị của người Nhật Bản ở Triều Tiên. Tinh thần của cải cách Taika được thể hiện trong bộ luật gọi là Luật lệnh (律令, Ritsuryo) dưới thời Thiên hoàng Thiên Vũ (天武, Temmu), sau này được cải tiến dưới thời Thiên hoàng Văn Vũ (文武, Mommu), cháu nội của ông.
Dựa trên những thay đổi về mặt nghệ thuật, thời kỳ này có thể được chia thành hai giai đoạn: giai đoạn Asuka (cho tới cải cách Taika), khi những nhân tố Phật giáo đầu tiên xuất hiện với ảnh hưởng từ Bắc Ngụy và Bách Tế, và giai đoạn Hakuho (từ sau cải cách Taika) khi những ảnh hưởng của nhà Tùy và nhà Đường bắt đầu xuất hiện.

### Thời kỳ Nara
Thời kỳ Nara (奈良時代 | Nại Lương thời đại) kéo dài từ năm 710 đến năm 794. Thiên hoàng Gemmei (元明天皇 Gemmei Tennō, Nguyên Minh Thiên Hoàng) đặt kinh đô tại Heijō-kyō (平城京, Bình Thành Kinh ngày nay là Nara). Ngoại trừ 5 năm (740-745) kinh đô phải dời đi nơi khác, đó là kinh đô của Nhật Bản cho đến khi Thiên hoàng Kanmu (桓武天皇 Kammu Tennō, Hoàn Vũ Thiên Hoàng) đặt kinh đô tại Nagaoka-kyō (長岡京, Trường Cương Kinh) vào năm 784 trước khi di chuyển đến Heian-kyō (平安京, Bình An Kinh), hoặc Kyōto (京都, Kinh Đô), một thập niên sau vào năm 794. Kinh đô Nara được xây dựng theo mô hình của Trường An (長安, Tây An ngày nay, 西安), là kinh đô của nhà Đường, Trung Quốc. Trong những lãnh vực khác, tầng lớp thượng lưu Nhật Bản đã lấy người Trung Quốc làm kiểu mẫu, kể cả du nhập chữ viết của Trung Quốc (Nhật Bản: kanji, 漢字, Hán tự) và Phật giáo.
Thiên hoàng có uy quyền lớn. Văn hoá thời nhà Đường của Trung Quốc được du nhập ồ ạt trở thành động lực phát triển mạnh mẽ của văn hóa bản địa. Dựa vào những cố gắng của Triều đình, những tác phẩm đầu tiên của lịch sử văn hóa Nhật Bản thời kỳ Nara đã được ghi chép lại. Các tác phẩm như Cổ sự ký (古事記) và Nihon shoki (日本書紀, Nhật Bản thư kỉ) mang tính chất chính trị nguyên thủy đã được lưu lại và do đó quyền tối cao của các Hoàng đế Nhật Bản đã được xác định và thiết lập. Nhờ vào sự truyền bá chữ viết, các bài thơ Nhật Bản được bắt đầu sáng tác, như là bài waka (和歌, Hòa ca). Theo thời gian, các bộ sưu tập thơ cá nhân được xuất bản. Bộ sưu tập thơ lớn nhất của Nhật Bản là Vạn diệp tập (万葉集) vào khoảng sau năm 759. Chữ viết Trung Quốc được dùng để diễn đạt âm thanh của tiếng Nhật (được gọi là man'yōgana (万葉仮名, Vạn Diệp Giả Danh) cho đến khi kana được phát minh.
Một phát triển văn hóa quan trọng khác trong thời đại này là Phật giáo đã được chính thức hóa. Vào thế kỷ thứ VI, Phật giáo đã được nước Bách Tế đưa vào Nhật Bản nhưng sự tiếp thu bị pha trộn cho đến khi Thiên hoàng Thành Võ (聖武天皇 Shōmu Tennō) ở thời kỳ Nara thành tâm đón nhận. Hoàng đế Shōmu và thân tộc Fujiwara của ông là các Phật tử nhiệt thành đã tích cực truyền bá Phật giáo, biến Phật giáo thành "người bảo vệ đất nước" và là một phương cách làm cho thể chế Nhật Bản thêm vững mạnh.

### Thời kỳ Heian

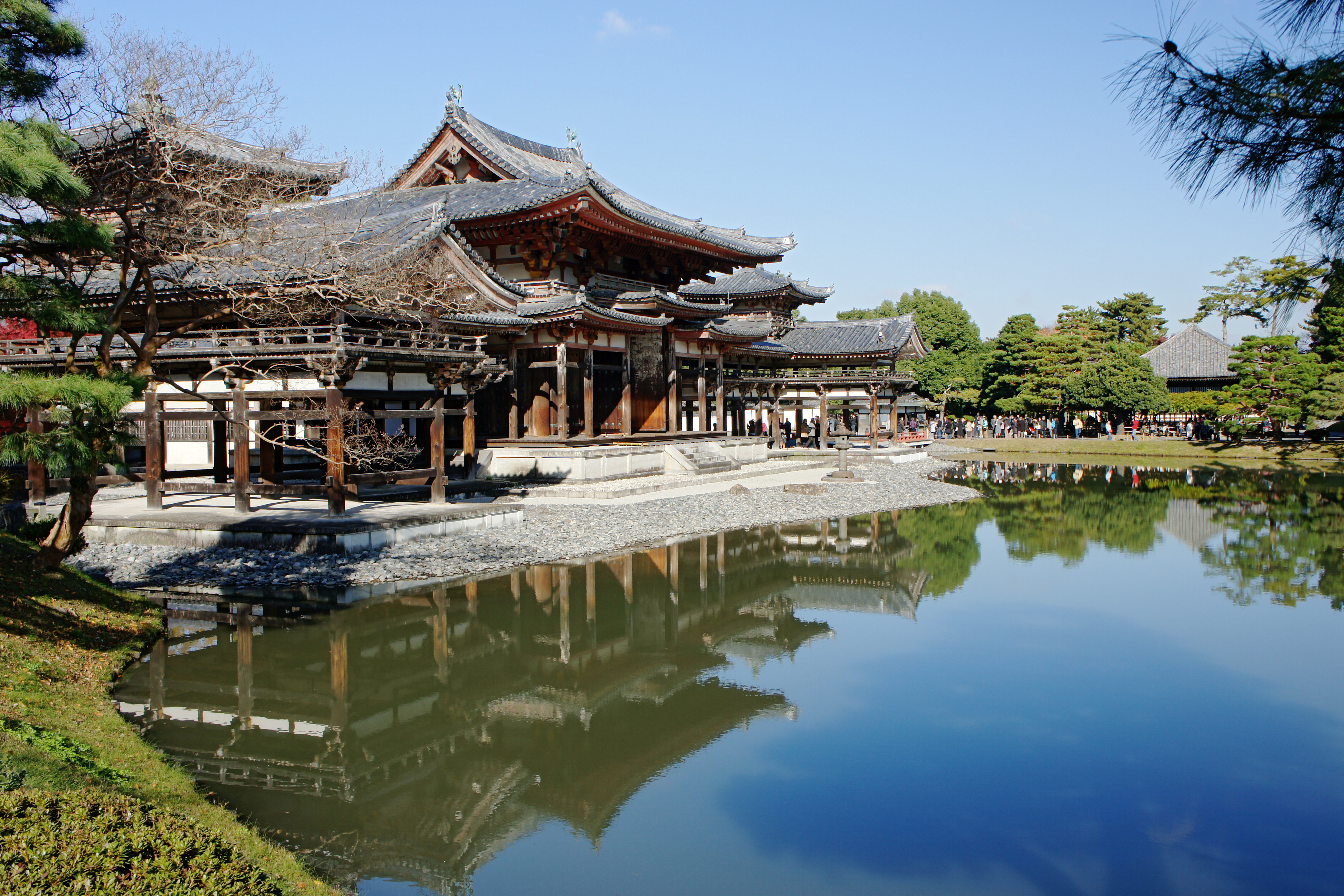
Lầu phượng hoàng trong Byodoin, một công trình kiến trúc Phật giáo được xây dựng vào thời kỳ Heian.

Thời kỳ Heian (平安時代 | Bình An thời đại) kéo dài từ năm 794 đến năm 1192. Kinh đô được dời tới Heian kyō (平安京, Bình An kinh thành phố Kyōto ngày nay). Đây được coi là một dấu son trong văn hóa Nhật Bản, được các thế hệ sau ghi nhớ ngưỡng mộ. Thời kỳ Heian cũng đánh dấu sự thăng hoa của tầng lớp samurai, tầng lớp sau cùng sẽ chiếm đoạt quyền lực và bắt đầu thời kì phong kiến ở Nhật Bản. Về cơ bản, quyền lực tối cao do Nhật hoàng nắm giữ. Nhưng trong thực tế, dòng họ quý tộc Fujiwara đã thâu tóm quyền lực. Tuy nhiên, để bảo vệ quyền lợi tại các tỉnh lị, nhà Fujiwara và các dòng họ quý tộc khác phải có vệ sĩ, cảnh vệ và các binh sĩ. Tầng lớp võ sĩ đã học hỏi được rất nhiều điều trong suốt thời kỳ Heian. Đầu năm 939, Taira no Masakado đe dọa quyền lực của chính quyền trung ương bằng việc dẫn đầu cuộc nổi loạn ở tỉnh Hitachi ở phía Bắc. Gần như trong cùng thời điểm, Fujiwara no Sumitomo nổi loạn ở phía Tây. Phần lớn sức mạnh của chính quyền nằm trong quân đội riêng của tướng quân.

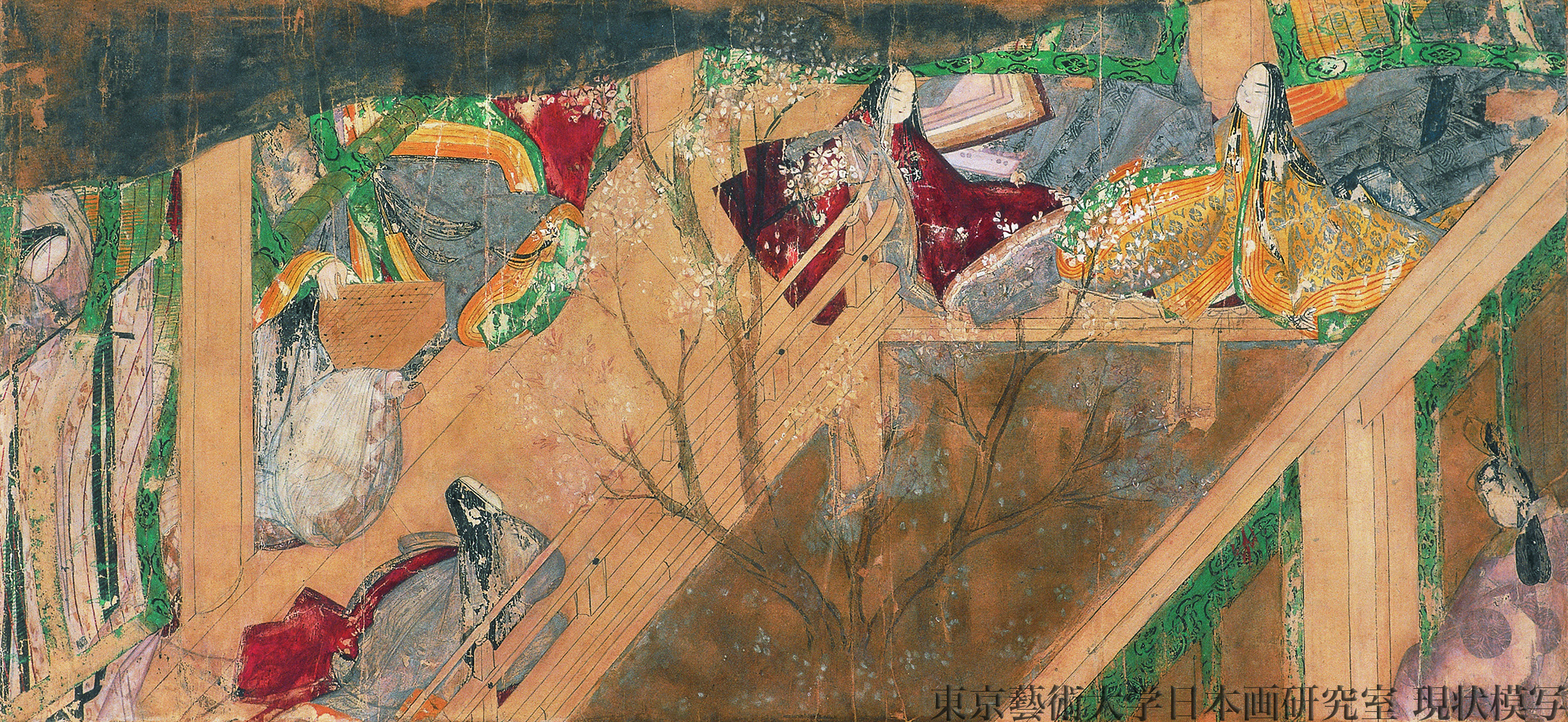
Tranh cuộn vào khoảng 1130, minh họa một cảnh từ chương "Sông tre trong "Truyện kể Genji.

Sự lấn tới của tầng lớp võ sĩ vào ảnh hưởng của hoàng gia là hậu quả của cuộc nổi loạn Hōgen. Cùng thời gian này, Taira no Kiyomori học theo âm mưu của Fujiwara bằng việc đưa con ông lên giữ ngôi trị vì Nhật Bản bằng chức nhiếp chính. Gia tộc này (gia tộc Taira) vẫn tại vị cho đến sau cuộc chiến đánh dấu sự mở đầu của Mạc phủ, Chiến tranh Genpei. Thời kỳ Kamakura bắt đầu năm từ năm 1185 khi Minamoto no Yoritomo giành được quyền lực từ hoàng đế và thiết lập Mạc phủ, tức Mạc phủ Kamakura, tại Kamakura.
Các giáo phái Phật giáo mới đã Nhật Bản hóa được thành lập (là Tendai (Thiên thai tông) và Shingon (Chân ngôn tông) - chủ yếu hội nhập những yếu tố tiến bộ). Hệ thống các điều luật Ritsuryo được sửa đổi. Các thể tài thơ văn theo kiểu Trung Hoa rất hưng thịnh ở triều đình và chủ yếu của các cây bút nam. Dòng họ Fujiwara nắm quyền hành đằng sau ngai vàng.
Từ cuối thế kỷ IX đến cuối thế kỷ XI, việc cai quản chính quyền bằng quan nhiếp chính trở thành luật lệ. Triều đình mất thực quyền kiểm soát đất nước, chỉ còn nắm vai trò đại diện. Phúc lợi công cộng bị coi nhẹ. Người đứng đầu các tỉnh trở nên tham nhũng và lười nhác. Chủ nhân của các khu trang ấp (shoen) thành lập các nhóm võ sĩ để tự vệ, tạo ra sự mở đầu của hệ thống samurai (võ sĩ, cận vệ có vũ trang). Thơ ca Nhật Bản phát triển rực rỡ, đặc biệt là waka (thể thơ 31 âm tiết). Cổ kim tập và các tuyển tập waka khác được biên soạn. Những tác phẩm khác gồm có tiểu thuyết đầu tiên của thế giới, cuốn Truyện kể Genji do Murasaki Shikibu chấp bút, tùy bút Sách gối đầu của Sei Shonagon, cuốn Truyện kể Ise, và Nhật ký Tosa.
Cuối thế kỷ XI đến 1192 bắt đầu một thế kỷ các Thiên hoàng rời xa thế tục, đi tu nhưng vẫn gián tiếp cai quản công việc triều chính. Triều đình dần biến thành một quốc gia không có thực quyền, quan liêu xa rời thực tế, không chăm lo đến các phúc lợi công cộng mà chỉ bận tâm tới việc xây dựng chùa chiền và truyền bá tư tưởng Phật giáo. Tầng lớp quý tộc trong triều đình suy đồi và vô dụng. Giáo phái Phật giáo Jodo (Tịnh độ tông) phát triển. Quyền lực của các phe cánh địa phương với nền tảng là hệ thống samurai tăng lên. Dẫn đầu trong số họ là các gia đình Minamoto (Genji) và Taira (Heike hoặc Heishi). Các chùa chiền cũng duy trì lực lượng tự vệ. Những cuộc tranh giành quyền lực trong Hoàng gia và các yếu tố khác cuối cùng đã đem lại uy thế cho gia đình Taira, nhưng sau một phần tư thế kỷ nắm quyền, rốt cuộc nhà Taira lại bị nhà Minamoto đánh bại.

#### Chế độ nhiếp chính Fujiwara
Khi Thiên hoàng Kanmu dời kinh đô tới Heian-kyō (Kyōto), trung tâm của hoàng gia trong hơn 1000 năm sau đó. Kammu không chỉ muốn tăng cường quyền lực hoàng đế mà còn củng cố vị thế địa chính trị của bộ máy cai trị. Kyōto có một con sông dẫn ra biển và có thể đến được bằng đường bộ qua các tỉnh phía Đông. Thời Heian giai đoạn đầu (784-967) là sự tiếp tục văn hóa thời kì Nara, thủ đô Heian (Kyōto) được thiết kế theo kiểu kinh đô Trường An của nhà Đường. Nara cũng như vậy nhưng ở quy mô lớn hơn. Bất chấp sự suy thoái của các cải cách Taika-Taihō, chính quyền hoàng gia vẫn rất mạnh vào giai đoạn đầu thời kì Heian. Sự thật là, việc Nhật Hoàng Kanmu tránh xa các cải cách mạnh mẽ đã làm giảm cường độ các cuộc đấu tranh chính trị và ông đã được thừa nhận là một trong những hoàng đế mạnh mẽ nhất của Nhật Bản.
Dù đã bỏ chế độ nghĩa vụ quân sự năm 792, Kammu vẫn tiến hành những cuộc tấn công quân sự lớn nhằm thu phục người Emishi, những người được cho là con cháu của người thời kỳ Jōmon đã di cư, sống ở Bắc và Đông Nhật Bản. Sau khi thu được một số lãnh thổ năm 794, năm 797 Kanmu bổ nhiệm một tướng lĩnh mới với tên hiệu Chinh di đại tướng quân. Năm 801, vị tướng này đánh bại người Emishi và mở rộng lãnh địa hoàng gia tới cuối phía Đông của đảo Honshū. Quyền lực hoàng đế với các tỉnh ở thời điểm mong manh nhất. Tuy nhiên, trong thế kỷ IX và X, phần lớn quyền lực rơi vào tay các gia tộc lớn, họ không coi trọng các vùng đất có phong cách Trung Hoa và hệ thống thuế của chính quyền tại Kyōto. Sự ổn định đến với thời kì Heian, dù sự kế vị được đảm bảo cho gia đình hoàng đế theo phương thức truyền ngôi, quyền lực lại lần nữa tập trung vào tay của dòng họ quý tộc như nhà Fujiwara.
Sau cái chết của Kammu năm 806 và sự tranh giành quyền kế vị của hai con trai ông, hai cơ quan mới được thành lập để điều chỉnh lại hệ thống hành chính Taika-Taihō. Thông qua Ngự tiền viện, Hoàng đế có thể soạn thảo các chiếu chỉ trực tiếp và chắc chắn hơn trước kia. Ban Cảnh binh thủ thay thế các đơn vị cấm vệ mang nặng tính nghi lễ. Trong khi hai cơ quan này củng cố quyền lực của Thiên hoàng, chúng và các cấu trúc kiểu Trung Hoa khác nhạt dần khi đất nước phát triển hơn. Ảnh hưởng Trung Hoa thực sự chấm dứt với đoàn sứ bộ của Hoàng gia đến nhà Đường năm 838. Nhà Đường là một đất nước đang suy vong, và Phật giáo Trung Quốc đang bị khủng bố quyết liệt, làm xói mòn sự kính trọng của người Nhật với các thể chế Trung Quốc. Nhật Bản bắt đầu thay đổi theo chiều hướng hướng nội hơn.

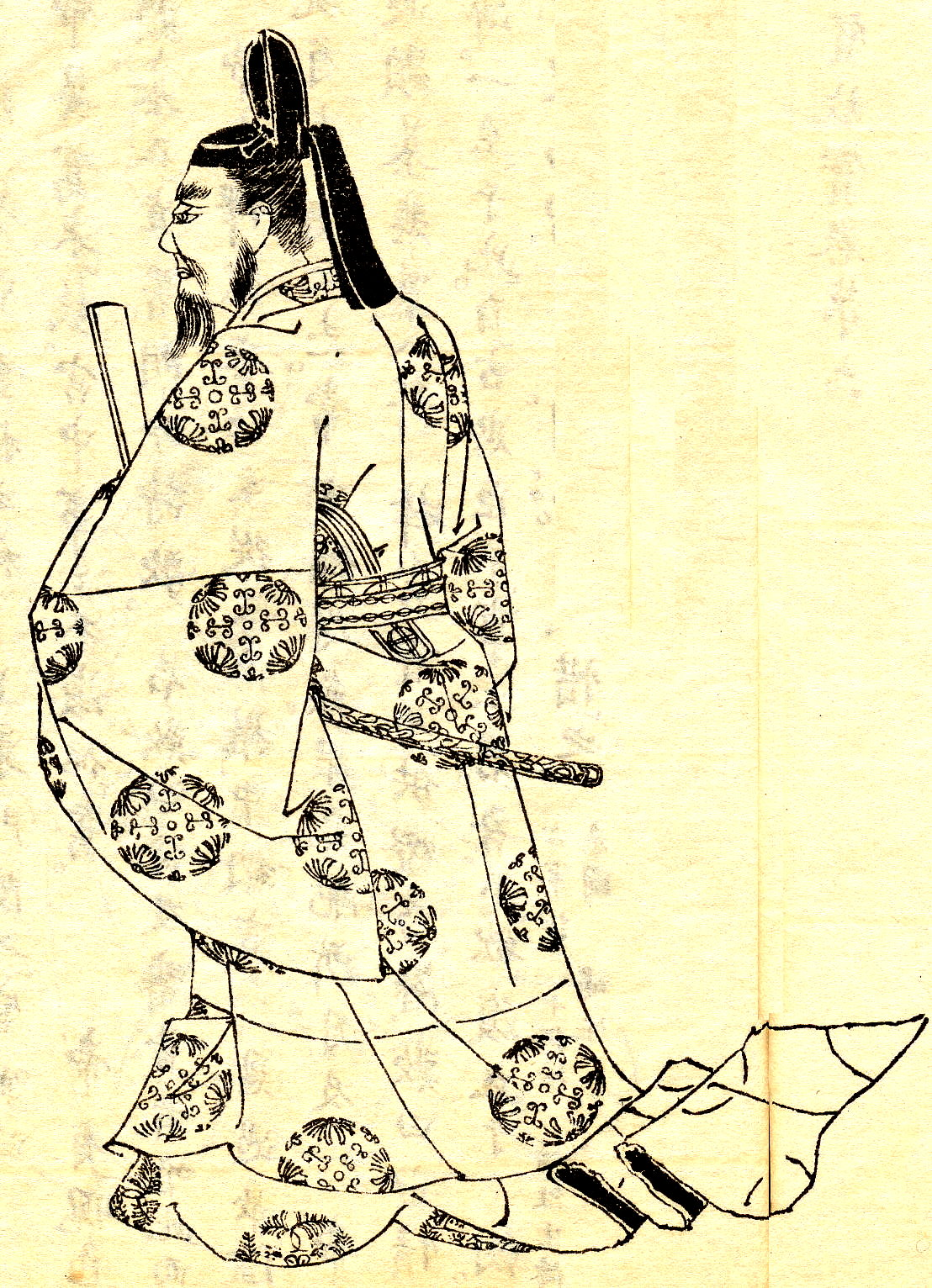
Fujiwara Michinaga, tranh của Kikuchi Yōsai

Giống như gia tộc Soga nắm quyền kiểm soát ngai vàng trong thế kỷ VI, gia tộc Fujiwara đã thông hôn với Hoàng gia trong thế kỷ IX, và một trong những thành viên của họ trở thành người đứng đầu Ngự tiền phòng của Hoàng đế. Một người nhà Fujiwara khác trở thành Nhiếp chính quan, Sessho cho cháu trai mình, khi đó là một ấu chúa, và một người nữa được phong chức Kanpaku. Cho đến cuối thế kỷ IX, vài Thiên Hoàng cố gắng, nhưng thất bại để kìm hãm nhà Fujiwara. Tuy vậy, có một lần dưới triều Thiên hoàng Daigo (897-930), chế độ nhiếp chính Fujiwara bị gián đoạn vì Nhật hoàng trực tiếp trị vì.
Tuy nhiên, gia đình Fujiwara không hề bị suy yếu dưới triều Daigo mà thực tế họ còn mạnh hơn. Tập quyền ở Nhật Bản tiếp tục bị xói mòn, và nhà Fujiwara, cùng với vài gia đình lớn và tổ chức tôn giáo, có thêm nhiều shōen (trang ấp) và vô cùng giàu có vào đầu thế kỷ X. Vào đầu thời Heian, các shōen đã có được địa vị pháp lý, và các tổ chức tôn giáo lớn giữ lấy cái danh vĩnh cửu, từ chối nộp thuế, và miễn nhiễm trước việc kiểm soát của chính quyền với các shōen mà họ nắm giữ. Những người canh tác trên đất thấy việc đổi tên gọi thành shōen rất có lợi cho phần chia sau vụ mùa. Nhân dân và đất đai ngày càng vuột khỏi tầm kiểm soát của thuế khóa và triều đình, thực tế đã trở lại tình trạng trước Cải cách Taika.
Trong vòng một thập kỷ sau cái chết của Daigo, gia đình Fujiwara nắm quyền kiểm soát toàn diện triều đình. Năm 1000, dưới thời Thiên hoàng Ichijō, Fujiwara no Michinaga đã có thể phế lập Thiên Hoàng theo ý muốn. Rất ít quyền lực thuộc về chế độ hành chính truyền thống, và việc triều chính nằm cả trong tay gia đình Fujiwara. Nhà Fujiwara được nhà sử học George B. Sansom gọi là "độc tài cha truyền con nối."
Bất chấp việc chiếm đoạt vương quyền, nhà Fujiwara vẫn tạo ra một thời kỳ nở hoa của nghệ thuật và mỹ học giữa triều đình và tầng lớp quý tộc. Những vần thơ duyên dáng cùng văn học tiếng bản ngữ rất được ưa chuộng. Văn tự tiếng Nhật đã từ lâu dựa vào kanji, nay nó được bổ sung thêm bằng kana, hai cách phát âm chữ viết Nhật Bản: katakana, một hệ thống dựa vào trí nhớ sử dụng chữ tượng hình Trung Hoa; và hiragana, bảng ký hiệu âm tiết bằng chữ thảo với một phương pháp viết riêng biệt đặc sắc Nhật Bản. Hiragana cho người viết cảm xúc với những từ phát âm, và với nó, lại càng quảng bá cho sự nổi tiếng của văn học tiếng Nhật, đa phần các tác phẩm được những người phụ nữ trong triều viết ra, họ đều không biết tiếng Trung Quốc như đàn ông. Ba phụ nữ cuối thế kỷ X, đầu thế kỷ XI đã giới thiệu cái nhìn về cuộc sống và sự lãng mạn ở triều đình Heian trong "Tinh Linh Nhật ký" (蜻蛉日記 Kagero nikki) do "mẹ của Fujiwara Michitsuna" viết, "Sách gối đầu" của Sei Shonagon và "Truyện kể Genji" của Murasaki Shikibu. Nghệ thuật bản xứ cũng nở hoa dưới triều đại Fujiwara sau hàng thế kỷ noi theo hình mẫu Trung Hoa. Những bức vẽ phong cách Nhật Bản sặc sỡ yamato-e về đời sống triều đình và những câu chuyện về đền thờ và nơi linh thiêng trở thành thông dụng vào giữa và cuối thời Heian, trở thành khuôn mẫu cho nghệ thuật Nhật Bản ngày nay.
Khi văn hóa phát triển rực rỡ, sự phân quyền cũng ngày càng trầm trọng. Trong khi thời kỳ đầu tiên của phát triển shōen vào đầu thời kỳ Heian đã chứng kiến việc khai hoang nhiều đất đai mới và việc phong đất cho các nhà quý tộc và các thể chế tôn giáo, thời kỳ thứ hai chứng kiến gia sản các "gia tộc triều đình" phình lên. (Thực tế, hệ thống gia tộc cũ vẫn gần như còn nguyên vẹn ở trong triều đình tập quyền cũ). Các thể chế mới nay cần đối diện với sự thay đổi về xã hội, kinh tế, và chính trị. Luật Taihō mất hiệu lực, các thể chế của nó bị gạt khỏi chức năng nghi lễ. Hệ thống hành chính gia đình nay trở thành thể chế chung. Khi gia đình quyền lực nhất Nhật Bản, nhà Fujiwara thống trị Nhật Bản và quyết định mọi việc triều chính, ví dụ như việc thừa kế ngai vàng. Việc gia đình và triều chính hoàn toàn bị trộn lẫn, một hình mẫu được bắt chước bởi các gia đình khác, các tu viện, và thậm chí cả Hoàng gia. Việc quản lý đất đai trở thành công việc chính yếu của các gia đình quý tộc, không nhiều sự quản lý trực tiếp từ Hoàng gia hay chính phủ trung ương vì quyền lực của họ đã suy giảm và sự đoàn kết lớn trong gia đình và việc thiếu ý thức thống nhất quốc gia của người Nhật.

#### Chiến tranh Genpei

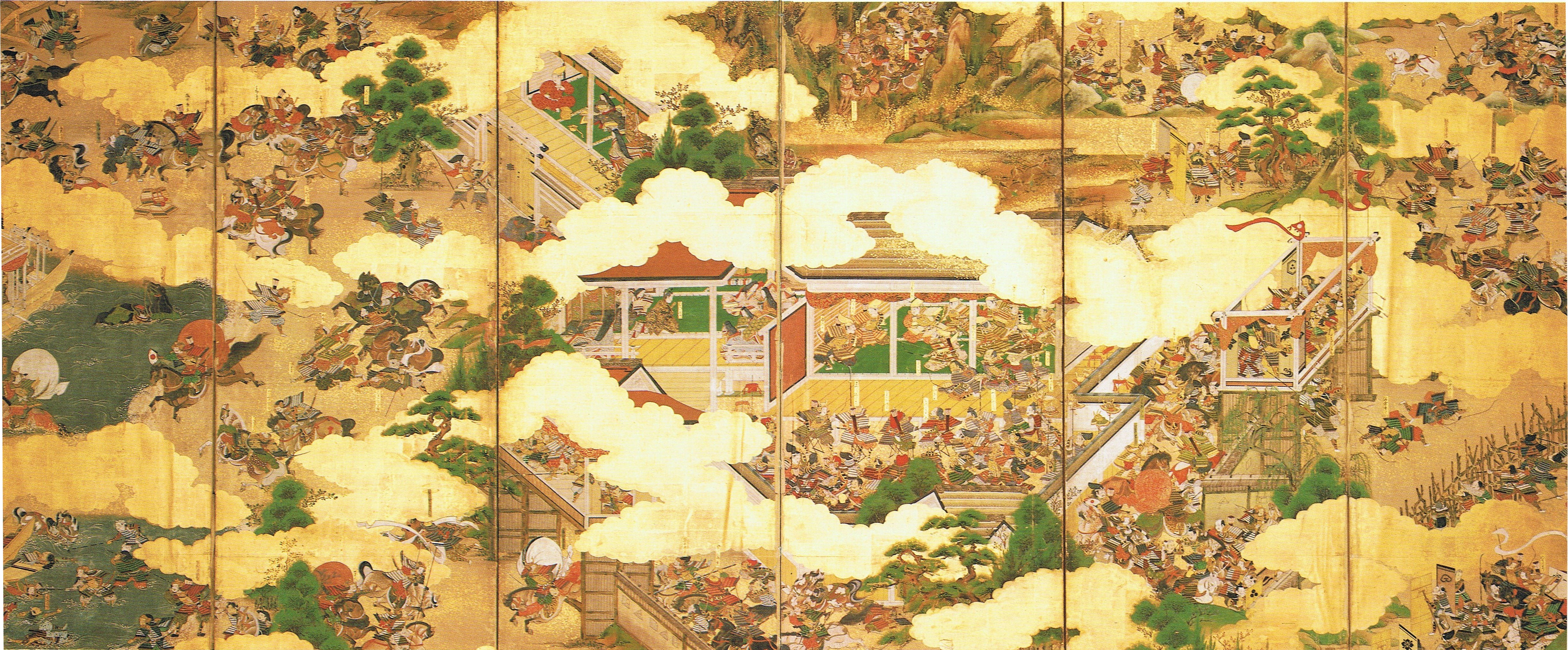
Một trận đánh trong chiến tranh Genpei

Chiến tranh Genpei (kanji: 源平合戦, romaji: Genpei kassen, Nguyên Bình hợp chiến) (1180-1185) là cuộc chiến giữa hai gia tộc Taira và Minamoto vào cuối thời kỳ Heian của Nhật Bản. Chiến tranh kết thúc với sự thất bại của gia tộc Taira và sự thành lập của mạc phủ Kamakura bởi Minamoto no Yoritomo vào năm 1192. Cái tên Genpei xuất phát từ sự kết hợp cách đọc trong kanji từ kanji 'Minamoto' (源, Nguyên) và 'Taira' (平, Bình). Trận chiến này còn được gọi là Loạn Jishō-Juei (治承寿永の乱, Jishō-Juei no ran).
Các hành động của Taira no Kiyomori làm sâu sắc thêm sự hận thù của nhà Minamoto với gia tộc Taira. Vào tháng 5 năm 1180, Hoàng Tử Mochihito (con trai Cựu Thiên Hoàng Go-Shirakawa và là người bị đe dọa bởi Taira no Kiyomori về ngai vị vốn thuộc về mình nay lại thuộc về Thiên Hoàng Antoku) cùng với Minamoto no Yorimasa gửi lời hiệu triệu đến những gia tộc samurai vốn thù hằn với nhà Taira nhằm chống đối lại Taira no Kiyomori. Kiyomori ra lệnh bắt giữ ông, người đang trú ẩn tại đền Mii-dera nhằm tránh bị bắt rồi hành quyết, nhưng do sự can thiệp của một số nhà sư Mii-dera ủng hộ cho nhà Taira nên bị phát hiện. Do cảm thấy các nhà sư Mii-dera không thể đảm bảo cho ông sự bảo vệ cần thiết, vì vậy ông cùng với Yorimasa buộc phải rời đi. Sau đó ông bị quân đội nhà Taira đuổi đến Byōdō-in, ngoại ô của Kyōto. Chiến tranh bắt đầu sau đó, với một cuộc chạm trán kịch tính xung quanh cây cầu bắc qua sông Uji. Trận chiến kết thúc với lễ nghi tự sát của Yorimasa vì bị thương nặng và thất bại trong việc bảo vệ ông, sau đó ông bị bắt và bị hành quyết bởi Taira no Kiyomori.
Đây là thời điểm Minamoto no Yoritomo sau khi bị lưu đày quay trở lại nắm quyền lãnh đạo gia tộc Minamoto và bắt đầu đi khắp thôn quê thuộc đồng bằng Kanto để tập hợp đồng minh. Khởi hành từ tỉnh Izu, hướng đến đèo Hakone, sau đó ông nhận được sự hỗ trợ từ gia tộc Miura, nhưng vẫn bị nhà Taira đánh bại trong Trận Ishibashiyama. Tuy vậy, ông cũng đến được tỉnh Kai và tỉnh Kozuke, nơi gia tộc Takeda và các gia đình bạn hữu khác giúp đẩy lui quân Taira. Trong khi đó, Taira no Kiyomori đang báo thù các nhà sư ở Mii-dera và những người khác, bao vây Nara, đốt phá phần lớn thành phố và đền chùa. Giao tranh tiếp diễn năm sau đó, Minamoto no Yukiie đánh lén vào quân đội của Taira no Tomomori trong Trận Sunomatagawa nhưng không thành công. Ông bị họ đuổi cho đến Yahahigawa, phá hủy cây cầu qua sông để làm chậm bước tiến của quân nhà Taira. Ông bị đánh bại và phải rút lui một lần nữa, nhưng Taira no Tomomori bị ốm và hoãn lại việc truy kích Minamoto no Yukiie.
Khi quân đội Minamoto thống nhất rời Kyōto, nhà Taira bắt đầu củng cố các vị trí của mình tại nhiều nơi trong và xung quanh biển nội Seto, vốn là đất tổ tiên của họ. Họ nhận được thư của Thiên hoàng rằng nếu họ đầu hàng trước ngày mồng 7 tháng 2, nhà Minamoto sẽ bị thuyết phục đồng ý đình chiến. Đò là một trò hề, vì cả nhà Minamoto lẫn Thiên hoàng đều không đợi đến ngày thứ 8 mới tấn công. Tuy nhiên, chiến thuật này cho Thiên hoàng một cơ hội để lấy lại các thần khí và làm sao lãng sự lãnh đạo của nhà Taira.
Quân đội Minamoto, dẫn đầu bởi Yoshitsune và Noriyori, thực hiện cuộc tấn công lớn đầu tiện tại Ichi-no-Tani, một trong những thành chính của nhà Taira tại đảo Honshū. Thành bị bao vây, và quân Taira rút lui đến Shikoku. Tuy nhiên, nhà Minamoto không chuẩn bị tấn công Shikoku; 6 tháng đình chiến sau đó rồi nhà Minamoto mới tiến tiếp. Mặc dù trên đường rút chạy, nhà Taira có lợi thế riêng ở quê hương, và giỏi thủy chiến hơn đối thủ của mình nhiều. Gần một năm sau trận Ichi-no-Tani, thành chính của nhà Taira tại Yashima mới bị tấn công. Thấy lửa hiệu từ trên đảo Shikoku, nhà tarai hy vọng một cuộc tấn công trên bộ và lên thuyền của mình. Tuy vậy, đây là đòn nghi binh của nhà Minamoto, họ vẫn chờ với thủy quân của mình. Thành Yashima thất thủ, cùng với cung điện hoàng gia tạm thời được nhà Taira xây dựng, tuy vậy, nhiều người đã chạy thoát cùng với thần khí và Thiên hoàng Antoku.
Chiến tranh Genpei kết thúc một tháng sau đó, sau trận Dan-no-ura, mổ trong những trận đánh nổi tiếng và quan trọng nhất trong lịch sử Nhật Bản. Nhà Minamoto chạm trán hạm đội nhà Taira tại en Shimonoseki, một khoảng nước nhỏ phân cách giữa đảo Honshū và đảo Kyūshū. Sau hàng loạt cung tên, sáp chiến bắt đầu. Thủy triều đóng vai trò quan trọng trong sự phát triển của trận đánh, ban đầu mang lợi thế cho nhà Taira, những thủy thủ kinh nghiệm và tài giỏi hơn, và sau đó là cho nhà Minamoto. Lợi thế của nhà Minamoto được nâng cao nhiều nhờ sự phản bội của Taguchi Shigeyoshi, một tướng quân của nhà Taira nói ra vị trí của Thiên hoàng Antoku và thần khí. Nhà Minamoto chuyển sự chú ý của mình đến con thuyền của Thiên hoàng, và trận đánh nhanh chóng chuyển hướng có lợi cho họ.
Quy tắc hải chiến thời đó quy định không bắn vào người lái thuyền, chỉ bắn chết võ sỹ samurai, tức là thành viên chiến đấu. Sở dĩ như vậy, vì người lái thuyền đều là dân chài, không phải quân lính, nếu bắn chết họ thì sau này họ sẽ không lái thuyền cho quân đội nữa, thủy quân cũng không hình thành nổi. Tuy vậy, Yoshitsune vốn là người miền Đông, không nghĩ xa tới tương lai thủy quân, nên đã phá lệ cũ, nhằm bắn người lái thuyền trước nhất. Người lái thuyền không mặc giáp trụ, nên bị trúng tên thì bị thương nặng không lái thuyền được nữa. Vì vậy, họ sợ bỏ chạy hết, khiến đoàn thuyền của Taira không xoay xở được. Các tướng Taira đã thốt lên "Yoshitsune là đồ hèn!" mà chết đi.
Nhiều samurai của nhà Taira, cùng với Thiên hoàng Antoku và bà nội ông Taira no Tokiko, góa phục của Taira no Kiyomori, trẫm mình xuống làn sóng nước thay vì sống để thấy sự thất bại cuối cùng của gia tộc mình về tay nhà Minamoto.
Taira no Kiyomori chết bệnh vào mùa xuân năm 1181, và cùng lúc đó, Nhật Bản bắt đầu phải hứng chịu một nạn đói kéo dài cho đến năm sau. Nhà Taira chuyển hướng tấn công sang Minamoto no Yoshinaka, anh em họ của Yoritomo, người khởi quân từ phía Bắc nhưng không thành công. Gần 2 năm, hai bên ngừng chiến, chỉ tiếp tục vào mùa xuân năm 1183.
Nhà Taira bị tiêu diệt, và chiến thắng của nhà Minamoto theo sau đó bằng việc thành lập Mạc phủ Kamakura. Mặc dù Minamoto no Yoritomo không phải là người đầu tiên giữ tước vị Shōgun, ông là người đầu tiên giữ vị trí này với vai trò ở tầm quốc gia. Sự kết thúc của chiến tranh Genpei và mở đầu Mạc phủ Kamakura đánh dấu sự nổi lên của quyền lực quân sự (samurai) và sự suy sụp của quyền lực Thiên hoàng, người bị buộc phải chủ tọa mà không có quyền lực chính trị hay quân sự, cho đến thời Minh Trị Duy Tân 650 năm sau đó.
Thêm vào đó, trận chiến này và kết quả của nó khiến cho 2 màu đỏ và trắng, màu của gia tộc Taira và Minamoto, một cách tương đối, trở thành màu quốc gia của Nhật Bản. Ngày nay, hai màu này có thể thấy trên quốc kỳ Nhật, và trên cờ, bảng trong sumo và các hoạt động truyền thống khác.

## Thời phong kiến (1185–1868)

### Thời kỳ Kamakura

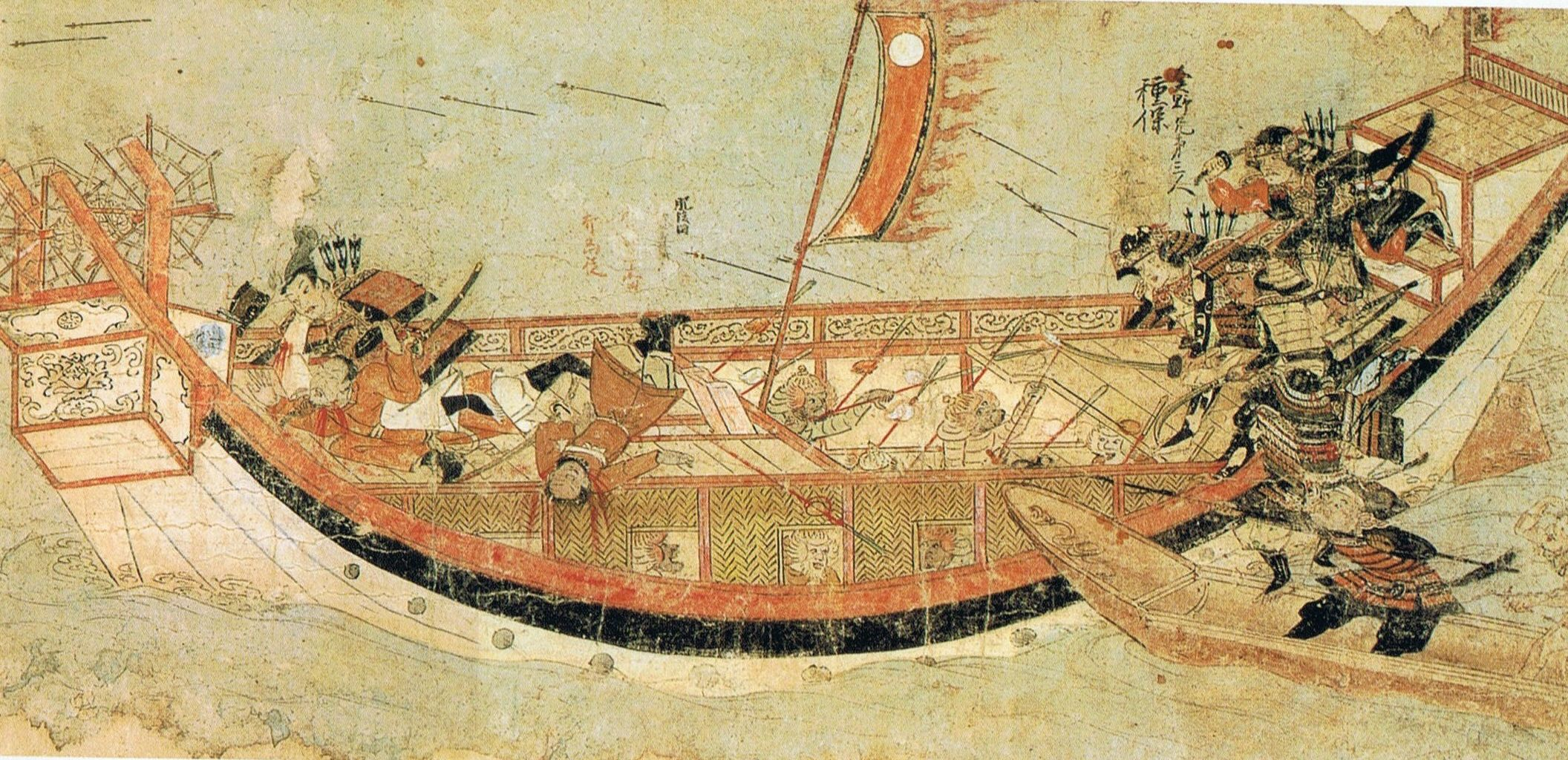
Cảnh võ sĩ Samurai của Nhật Bản tấn công thuyền chiến Mông Cổ năm 1281, từ Mōko Shūrai Ekotoba (『蒙古襲来絵詞』のカテゴリ。

Thời kỳ Kamakura (鎌倉時代 | Liêm Thương thời đại) kéo dài từ năm 1185 đến năm 1333, đánh dấu sự chuyển dịch sang nền kinh tế dựa trên đất đai và sự tập trung kỹ thuật quân sự hiện đại vào tay tầng lớp võ sĩ. Các lãnh chúa yêu cầu sự phục vụ trung thành của các chư hầu, đổi lại họ được ban thưởng thái ấp. Chủ thái ấp áp dụng các luật lệ quân sự địa phương.
Minamoto-no-Yoritomo được bổ nhiệm làm Chinh di Đại tướng quân (Seiji-Taishogun). Mạc phủ ở Kamakura được thiết lập. Phát triển nông nghiệp nhờ sử dụng súc vật kéo. Thu hoạch vụ mùa nửa năm một lần. Bổ nhiệm chức vụ "thủ hộ" (shugo) và "địa đầu" (jito). Giáo phái Phật giáo Jodo phát triển. Giáo phái Thiền tông du nhập từ Trung Quốc. Sau cái chết của Yoritomo, gia đình Hōjō trở thành các quan nhiếp chính trong chế độ Mạc phủ. Dòng dõi Minamoto chẳng bao lâu kết thúc, nhưng gia đình Hōjō vẫn tiếp tục làm các quan nhiếp chính, kiểm soát cả các Thiên hoàng lẫn các Chinh di Đại tướng quân. Giáo phái Phật giáo Nichiren (hoặc Hokke) phát triển. Truyện kể Heike với âm hưởng về lẽ sinh tử vô thường của cuộc đời được viết. Các võ sĩ Samurai ngày càng trở nên có nhiều quyền lực ở các vùng trang ấp. Vào giai đoạn cuối của thời kỳ này, Thiên hoàng Hậu Đề Hồ nhanh chóng khôi phục lại luật lệ Hoàng gia nhưng thất bại trong việc đạt được quyền kiểm soát thích đáng và bị lật đổ bởi người trước đó đã từng giúp ông là Ashikaga Takauji - người đã đưa Thiên hoàng Quang Minh lên ngôi, thay thế Thiên hoàng Hậu Đề Hồ. Thiên hoàng Hậu Đề Hồ bỏ trốn và lập ra một triều đình ở Yoshino kình địch với triều đình Quang Minh ở kinh đô Kyōto. Hai triều đình, Bắc và Nam, sau đó tiếp tục tồn tại trong 57 năm.
Năm 1272 và 1281, quân Mông Cổ hai lần tấn công Nhật Bản. Yêu cầu thống nhất lòng dân để bảo vệ lãnh thổ trở nên cấp thiết. Lần thứ nhất, với sự dũng cảm của tầng lớp võ sĩ, sự vững chãi của các thành trì duyên hải và sự giúp đỡ của thời tiết, quân Mông Cổ đổ bộ lên bờ đều bị đánh bại. Lần thứ hai, khi các thành trì đã có thể bị chọc thủng, hạm đội hùng mạnh của quân Mông Cổ trên biển lại bị trận bão cực lớn đánh chìm, kết thúc mộng chinh đông của hoàng đế Nguyên Mông. Người Nhật sau tôn kính gọi trận bão này bằng một cái tên sẽ khắc ghi mãi mãi vào lịch sử là Thần Phong (kamikaze).

### Tân chính Kemmu
Cho đến đầu thế kỷ XIV, Mạc phủ Kamakura của gia tộc Hōjō đang ở trong tình thế lộn xộn-những nỗ lực để chống lại những cuộc xâm lược của Đế quốc Mông Cổ trong các năm 1274 và 1281 rất tốn kém, và Tướng quân không thể ban thưởng cho người đứng đầu các tỉnh đã tập hợp lại dưới trướng ông.
Năm 1318 Thiên hoàng Hậu Đề Hồ thuộc chi thứ của Hoàng gia lên ngôi, nhưng miễn cưỡng phải thoái vị dưới sức ép của chi trưởng vì quyết tâm lật đổ Mạc phủ. Quyền thế của Ashikaga Shogunate đã hoàn thành đến mức Ashikaga Yotshimitsu đã có thể ra luật Nhật Bản mà không cần tham chiếu tới hoàng đế. Ông bị lưu đày năm 1331, và những người ủng hộ ông như các võ sỹ tại các tỉnh như Kusunoki Masahige tiếp tục đấu tranh, năm 1333, Mạc phủ bị tiêu diệt khi Ashikaga Takauji quay lưng lại với họ. Hậu Đề Hồ trở về kinh đô Kyōto thuyết phục rằng những ngày của Shōgun cùng những kẻ tiếm quyền khác đã qua và Thiên hoàng có thể lại thống trị không chỉ trên danh nghĩa mà cả thực quyền một lần nữa.
Tuy vậy, triều Go-daigo không hề có kinh nghiệm quản lý lẫn quyền lực tại các tỉnh để giải quyết thực tế của một xã hội do các võ sĩ làm chủ. Thiên hoàng Hậu Đề Hồ từ chối bổ nhiệm Ashikaga Takauji làm Tướng quân (Chinh di Đại tướng quân) kể cả khi ông trực tiếp yêu cầu năm 1335, và khi ông giao tranh với Ashikaga Takauji năm 1336, kết quả không còn nghi ngờ gì nữa. Ông chạy về phương Nam, từ Kyōto đến Yoshino, trong khi Takauji thiết lập một Mạc phủ mới tại kinh đô Kyōto, gọi là Mạc phủ Muromachi, đánh bại những người trung thành còn lại trong trận đánh gần Kobe, và đưa một Thiên hoàng bù nhìn lên ngôi. Điều này mở đầu cho sự phân ly của hai nhánh thù địch trong Hoàng gia kéo dài cho đến năm 1392. Gia tộc Ashikaga của Takauji nắm ngôi Tướng quân trong suốt thời Muromachi.

### Thời kỳ Muromachi
Thời kỳ nhà Ashikaga thống trị (1336–1573) được gọi là Muromachi từ tên một quận của Kyōto nơi họ đặt tổng hành dinh của mình sau khi Shōgun thứ 3 Ashikaga Yoshimitsu (足利 義満) xây dựng dinh thự của mình ở đó năm 1378. Cái để phân biệt giữa hai hình thức Mạc phủ (幕府) Ashikaga và Kamakura là, trong khi Kamakura tồn tại trong thế cân bằng với triều đình Kyōto, Ashikaga tước đoạt mọi quyền lực còn lại của triều đình. Tuy vậy, Mạc phủ Ashikaga không mạnh như Kamakura vì đã và đang lo ngại lớn vì cuộc nội chiến. Cho đến thời Ashikaga Yoshimitsu (Shōgun thứ 3, 1368–94, và Chưởng ấn quan, 1394–1408), họ vẫn không có vẻ gì là đã nổi lên thực sự.
Dù thành công trong nỗ lực chống quân Nguyên Mông giai đoạn trước, nhưng cuộc chiến với đối phương không cân sức đến từ lục địa đã đẩy đất nước tới những khó khăn và phân rã sau này, khi phải giải quyết những vấn đề của giai đoạn hậu chiến. Lòng dân ly tán, triều đình phân liệt. Bắc triều do Ashikaga Takauji thành lập ở Kyōto. Nam triều do Thiên hoàng Hậu Đề Hồ cai trị đầu tiên ở Yoshino (Nara). Giữa hai triều đình liên tục nổ ra những cuộc chiến nhằm duy trì và củng cố quyền lực. Yoshimitsu cho phép các đốc quân, có quyền lực bị giới hạn dưới thời Kamakura, trở thành người chủ mạnh hơn trong vùng, sau này gọi là daimyō (大名, "đại danh"). Trong thời điểm đó, sự cân bằng của quyền lực tiến triển giữa Shōgun và các daimyō; ba gia đình daimyō nổi bật nhất thay nhau làm "phó" cho Tướng quân tại Kyōto. Yoshimitsu cuối cùng thành công trong việc thống nhất Bắc Triều và Nam Triều năm 1392, nhưng, bất chấp lời hứa cân bằng lớn hơn giữa hai chi của Hoàng tộc, Bắc triều vẫn kiểm soát ngôi báu thời gian sau. Dòng họ của các Tướng quân yếu dần sau Yoshimitsu và ngày càng mất quyền lực về tay các daimyō và những người có quyền lực ở địa phương. Quyết định của Shōgun về việc kế vị ngôi vua trở nên vô nghĩa, và các daimyō đứng đằng sau ứng cử viên của mình. Thời đó, gia đình Ashikaga có vấn đề kế vị của riêng mình, cuối cùng dẫn đến cuộc loạn Ōnin (応仁の乱 Ōnin no Ran, Ưng Nhân loạn, 1467–1477), tàn phá Kyōto và thực sự đã chấm dứt quyền lực quốc gia của Mạc phủ. Lỗ hổng quyền lực tạo ra một thế kỷ hỗn loạn sau đó.
Cho đến cuối thời Muromachi, người châu Âu đầu tiên đã xuất hiện. Người Bồ Đào Nha đổ bộ lên phía Nam đảo Kyūshū (九州, "Cửu Châu") năm 1543 và trong vòng hai năm tiến hành các chuyến cập cảng đều đặn, bắt đầu thời kỳ kéo dài gần một thế kỷ, thời kỳ mậu dịch Nanban (南蛮貿易時代). Người Tây Ban Nha đến năm 1587, tiếp đó là người Hà Lan năm 1609. Người Nhật bắt đầu cố nghiên cứu kỹ lưỡng các công dân phương Tây, và các cơ hội mới được mạng lại cho nền kinh tế, cùng với sự thách thức chính trị nghiêm trọng. Hỏa khí, vải, đồ thủy tinh, đồng hồ, thuốc lá, và các phát minh của phương Tây khác được đổi lấy vàng và bạc Nhật Bản. Rất nhiều tiền được tích lũy qua thương mại, và các daimyō nhỏ hơn, đặc biệt là ở Kyūshū, gia tăng mạnh mẽ quyền lực của mình. Chiến tranh giữa các tỉnh trở nên khốc liệt hơn sau sự du nhập của hỏa khí, ví dụ như súng hỏa mai và đại bác, và việc sử dụng nhiều bộ binh hơn.

### Thời kỳ Chiến Quốc

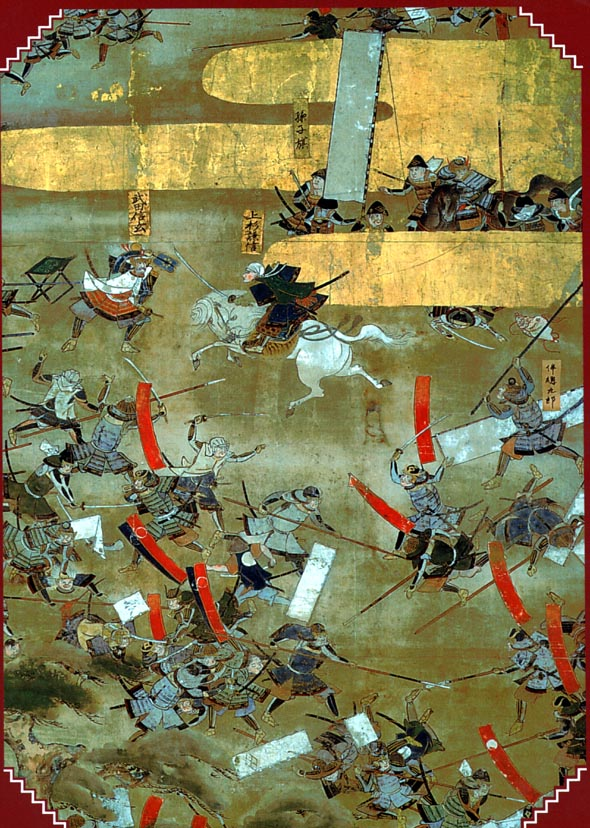
Trận Kawanakajima (1561)

Thời kỳ Chiến quốc là thời kỳ của các chuyển biến xã hội, mưu mô chính trị, và gần như những cuộc xung đột quân sự liên tục ở Nhật Bản, bắt đầu từ giữa thế kỷ XV đến giữa thế kỷ XVI.
Mặc dù Mạc phủ Ashikaga vẫn giữ cấu trúc của Mạc phủ Kamakura và xây dựng một chính quyền của các chiến binh dựa trên các quyền kinh tế xã hội và bổn phận tương tự như nhà Hōjō với bộ luật "Trinh Vĩnh" (Jōei) năm 1232, họ không thể giành được lòng trung thành của rất nhiều đại danh, đặc biệt là ở những lãnh địa xa Kyōto. Khi thương mại với Trung Quốc tăng lên, kinh tế phát triển, và việc sử dụng tiền trở nên phổ biến và các thành phố thương mại xuất hiện. Điều này, cùng với sự phát triển của nông nghiệp và thương nghiệp quy mô nhỏ, dẫn đến tham vọng về quyền tự trị địa phương lớn hơn ở khắp các giai tầng xã hội. Vào đầu thế kỷ XV, tai họa vì thảm họa thiên nhiên như động đất và nạn đói thường lãm nảy sinh những cuộc nổi dậy của nông dân, những người đã bị vắt kiệt sức vì các khoản nợ và thuế khóa. Thời kỳ Chiến quốc bao gồm nhiều các thời đại nhỏ của tách biệt và sáp nhập.
Loạn Ōnin (1467–1477), cuộc chiến bắt nguồn từ sự nghèo khổ và chính thức nổ ra vì tranh cãi vì việc kế thừa ngôi Tướng quân, thường được coi là mốc đánh dấu thời điểm bắt đầu của Thời kỳ Chiến quốc. Quân đội phía Đông do Hosokawa và các đồng minh đụng độ với quân đội phía Tây của gia tộc Yamana, và giao chiến ở trong và xung quanh Kyōto suốt 11 năm, sau đó lan ra các tỉnh xa.
Đây là thời kỳ đầy rẫy những bất ổn định chính trị, xã hội và chiến sự. Khắp Nhật Bản, các lãnh chúa đều chiêu mộ võ sĩ, xây dựng lực lượng riêng và đánh chiếm lẫn nhau. Các tổ chức tôn giáo có những tín đồ sẵn sàng tử vì đạo cũng nổi dậy chiêu mộ nông dân, và chiến đấu giành quyền lực với các lãnh chúa đại danh. Quyền lực dần dần chuyển từ trên xuống dưới, từ Chinh di Đại tướng quân (Shōgun) đến gia đình Hosokawa (cấp dưới của Shōgun), đến gia đình Miyoshi (cấp dưới của Hosokawa) và cuối cùng là gia đình Matsunaga (cấp dưới của Miyoshi). Quyền lực của đại danh-thủ hộ tăng lên, thay thế tầng lớp quý tộc cũ kiểm soát các thái ấp. Họ cố thủ trong các khu vực của mình và tìm cách mở rộng quyền lực.

### Thời kỳ Azuchi-Momoyama

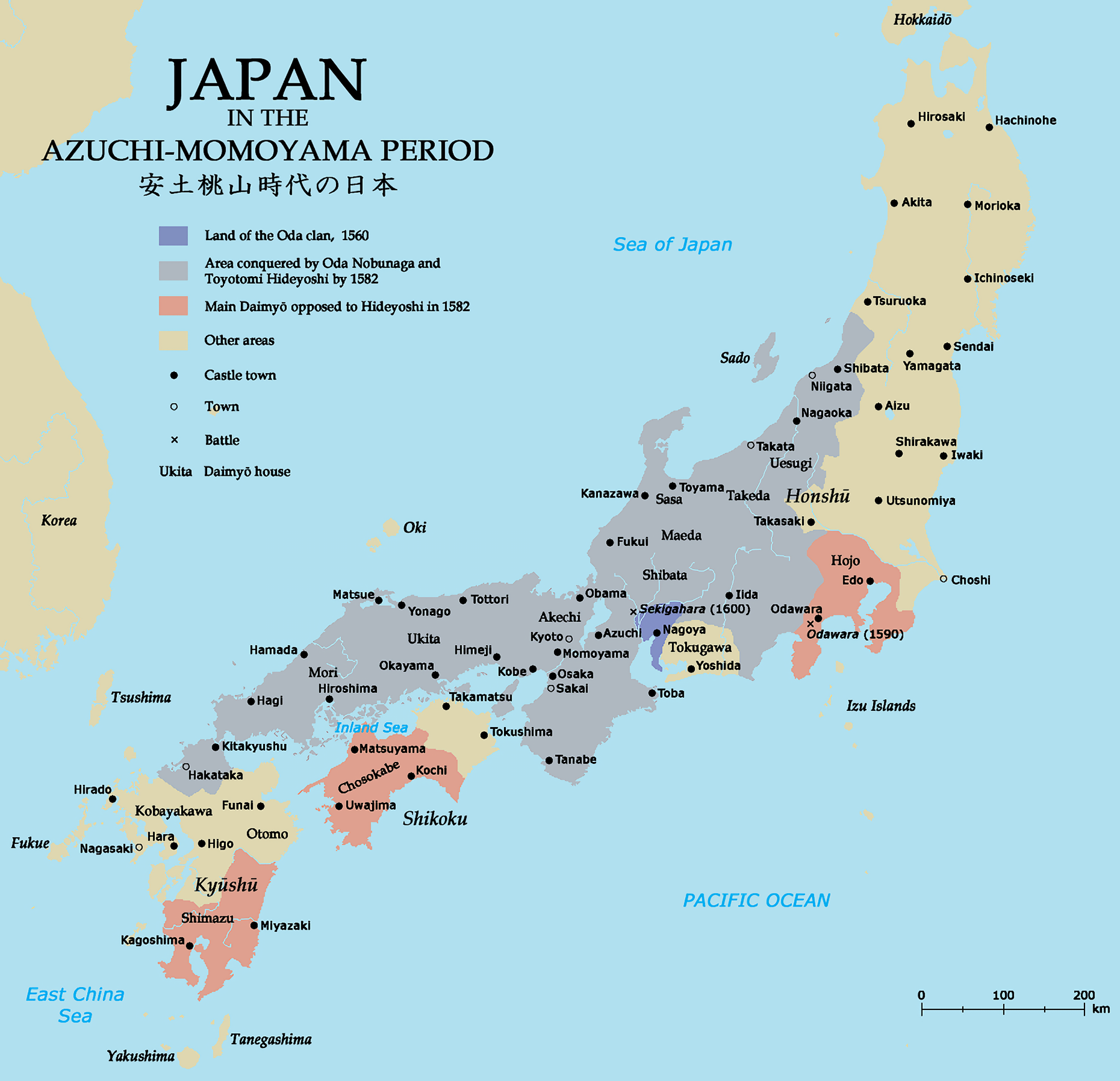
Nhật Bản thời Azuchi-Momoyama

Thời kỳ Azuchi-Momoyama (安土桃山時代 | An Thổ-Đào Sơn thời đại) kéo dài từ năm 1573 đến năm 1603. Đây là thời kỳ thống nhất đất nước. Oda Nobunaga và Toyotomi Hideyoshi là hai nhà quân sự lỗi lạc có công đầu.
Oda Nobunaga trục xuất Chinh di Đại tướng quân cuối cùng của gia tộc Ashikaga và thành công trong việc thống nhất một khu vực quan trọng của đất nước. Sau khi ông chết do bị phản bội, công việc của ông được người tùy tùng trung thành tên là Toyotomi Hideyoshi kế nghiệp và hoàn thành. Trong thời kỳ này, những người châu Âu đầu tiên đã đến Nhật Bản, mang theo súng ống và Ki-tô giáo. Việc buôn bán với nước ngoài bắt đầu. Đạo Ki-tô và việc buôn bán với nước ngoài phát triển mạnh mẽ dưới thời Oda và vào đầu thời Toyotomi, nhưng cuối cùng Toyotomi nghi ngờ những tham vọng về đất đai của người châu Âu và đã ra lệnh trục xuất những người truyền giáo. Mặc dù vậy, việc buôn bán vẫn tiếp tục.
Toyotomi Hideyoshi đưa quân xâm chiếm Triều Tiên. Cuộc viễn chinh sau những thành công lớn bước đầu đập tan các đạo quân kháng cự yếu ớt và kiểm soát nhiều phần rộng lớn thuộc lãnh thổ Triều Tiên, cuối cùng lại thất bại nặng nề. Sự thất bại này, bên cạnh nguyên nhân do vương quốc Triều Tiên, đương thời là phiên thuộc nhà Minh (Trung Quốc), đã nhờ quân đội nhà Minh giúp sức, thì nguyên nhân lớn là do lực lượng hải quân Nhật Bản giai đoạn này còn yếu. Những chiến thuyền còn nhỏ và kinh nghiệm hải hành còn thiếu, kế hoạch đổ bộ của các đạo quân lên bán đảo Triều Tiên không khớp nhau đã dẫn đến sự thiếu đồng bộ trong phối hợp giữa các cánh quân. Sau này người Nhật đã rút kinh nghiệm và lưu ý đến việc xây dựng hải quân hùng mạnh hơn.
Trường phái hội họa Kano và trà đạo đạt tới giai đoạn hoàng kim, với cả Nobunaga và Hideyoshi không tiếc tiền bạc và thời gian sưu tầm các bát uống trà và các vật dụng khác, tài trợ cho các sự kiện xã hội hoang phí, tài trợ cho các trà sư bậc thầy như Sen no Rikyū.
Hideyoshi xâm chiếm Nagasaki năm 1587, và sau đó cố kiểm soát giao thương với thế giới và điều chỉnh lại mọi liên hệ với thế giới bên ngoài đều qua thương cảng này. Mặc dù Trung Quốc cản trở nỗ lực của ông bằng cách thắt chặt việc nhượng quyền giao thương, các nhiệm vụ thương mại của Hideyoshi đến những vùng đất nay là Malaysia, Philippines, và Thái Lan trên các con tàu dấu đỏ vẫn thành công. Ông cũng nghi ngờ những người theo đạo Thiên Chúa ở Nhật Bản, theo ông thì họ có âm mưu lật đổ mình và vài nhà truyền giáo đã bị xử tử dưới thời ông. Sau khi Toyotomi Hideyoshi chết, quyền lực bị Tokugawa Ieyasu thâu tóm.

#### Trận Sekigahara
Mặc dù Toyotomi Hideyoshi thống nhất Nhật Bản và củng cố quyền lực của mình qua Cuộc vây hãm Odawara (1590), hai lần xâm lược Triều Tiên thất bại của ông đã làm quyền lực của gia tộc Toyotomi cũng như những người trung thành và những quan viên vẫn còn phục vụ và ủng hộ gia tộc này sau khi Toyotomi chết suy yếu một cách khủng khiếp. Sự hiện diện của Hideyoshi và em trai ông ta Hidenaga làm hai phe không bùng nổ xung đột, nhưng khi cả hai người đều qua đời, sự xích mích ngày càng trầm trọng và biến thành thù địch. Vì gia tộc Toyotomi có nguồn gốc nông dân, cả Hideyoshi lẫn người thừa kế ông là Hideyori không được công nhận hay chấp nhận được làm Shōgun.
Tokugawa Ieyasu chớp lấy thời cơ, lấy lòng họ, và hướng sự thù địch làm yếu đi gia tộc Toyotomi. Tokugawa Ieyasu không còn đối thủ về thâm niên, thứ bậc, danh tiếng và ảnh hưởng nói chung trong gia tộc Toyotomi sau cái chết của Nhiếp chính Maeda Toshiie. Tin đồn lan tràn về việc Ieyasu, lúc này là đồng minh duy nhất còn sống của Oda Nobunaga, sẽ chiếm lấy cơ nghiệp của Hideyoshi, như cách mà Hideyoshi đã đoạt lấy của Nobunaga. Điều này được những quan viên trung thành với Hideyoshi đặc biệt tin tưởng, vì họ đã nghi ngờ Ieyasu đã kích động mối bất hòa giữa các chư hầu của Toyotomi.
Ieyasu đã liên hệ với nhiều daimyō ở phía Tây, đảm bảo cho họ về đất đai và tính mạng sau trận chiến nếu họ chuyển phe. Điều này làm vài tướng lĩnh phía Tây giữ các vị trí quan trọng dao động và phải đưa quân tiếp viện hay tham chiến, việc này đã phát huy tác dụng. Mori Hidemoto và Kobayakawa Hideaki là hai daimyō như thế. Họ ở những vị trí mà nếu đánh thúc vào Đông quân, họ sẽ làm cho Ieyasu bị vây cả ba mặt. Tokugawa Ieyasu ra lệnh cho vài daimyō cũ của Toyotomi giao chiến với Tây Quân khi ông chia quân thành các đường và tiến về phía Tây trên con đường Tōkaidō đến lâu đài Ōsaka. Hidemoto, bị lời hứa của Ieyasu lung lạc, cũng thuyết phục Kikkawa Hiroie không tham chiến.
Mặc dù Kobayakawa đã nghe theo lời Ieyasu, ông vẫn do dự và giữ thái độ trung lập. Khi trận đánh vào hồi căng thẳng, Ieyasu cuối cùng ra lệnh cho súng hỏa mai bắn vào vị trí của Kobayakawa trên núi Matsuo. Đến lúc này, Kobayakawa mới tham chiến theo phe phía Đông. Quân đội của ông đánh vào vị trí của Yoshitsugu. Mắt thấy hành động phản bội này, hàng loạt các tướng quân phía Tây như Wakisaka Yasuharu, Ogawa Suketada, Akaza Naoyasu, và Kutsuki Mototsuna ngay lập tức chuyển phe, khiến chiều hướng của trận đánh thay đổi hẳn. Tây quân tan rã, các chỉ huy bỏ chạy. Một vài người như Ukita Hideie chạy thoát, trong khi những người khác như Otani Yoshitsugu tự sát. Mitsunari, Yukinaga và Ekei bị bắt và một số ít như Mori Terumoto và Shimazu Yoshihiro trở về được lãnh địa của mình.

### Sự truyền bá Ki-tô giáo
Hội truyền giáo dẫn đầu bởi Francis Xavier (1506–1552) đến Nhật Bản vào năm 1549 và được chào mừng nồng nhiệt tại thủ đô Kyōto. Sự truyền đạo của họ đạt nhiều thành công nhất tại Kyushu, có tới khoảng 100.000 đến 200.000 người trở thành tín đồ công giáo và bao gồm nhiều Daimyō. Vào năm 1587, lãnh chúa Hideyoshi đã làm đổi ngược tình hình. Ông cho rằng sự có mặt của đạo Ki-tô sẽ làm chia rẽ nội nộ Nhật Bản và Ki-tô giáo có thể là chiêu bài cho bọn châu Âu làm rối loạn Nhật Bản để dễ dàng xâm chiếm Nhật. Từ lúc đó, các hội truyền giáo đã trở thành mối đe dọa nguy hiểm cần phải bị tiêu diệt. Tuy nhiên các nhà buôn Bồ Đào Nha vẫn được phép buôn bán. Đạo luật cấm đạo không được thi hành ngay lập tức nhưng trong 3 thập kỷ tiếp theo, đạo luật cấm đạo ngày càng dữ dội hơn. Vào khoảng thập niên 1620, chính phủ Nhật đã tiêu diệt toàn bộ cộng đồng công giáo tại Nhật. Các nhà giảng đạo bị trục xuất và các nhà thờ Công giáo đều bị tiêu hủy hết. Đạo luật còn cấm các daimyō không được theo Công giáo. Các tín đồ Công giáo Nhật nếu không tự bỏ Công giáo thì sẽ bị giết. Rất nhiều tín đồ Công giáo trở thành Kakure Kirishitan (tạm dịch là "tín đồ Công giáo trốn ẩn"). Họ trốn ở dưới các hầm bí mật dưới lòng đất để theo đạo nhưng cộng đồng của họ đã bị tiêu diệt hoàn toàn. Chỉ đến khi vào thập niên 1870, thì Công giáo mới được chính thức hình thành lại ở Nhật Bản.

## Thời kỳ Edo ("Tokugawa", 1603–1868)

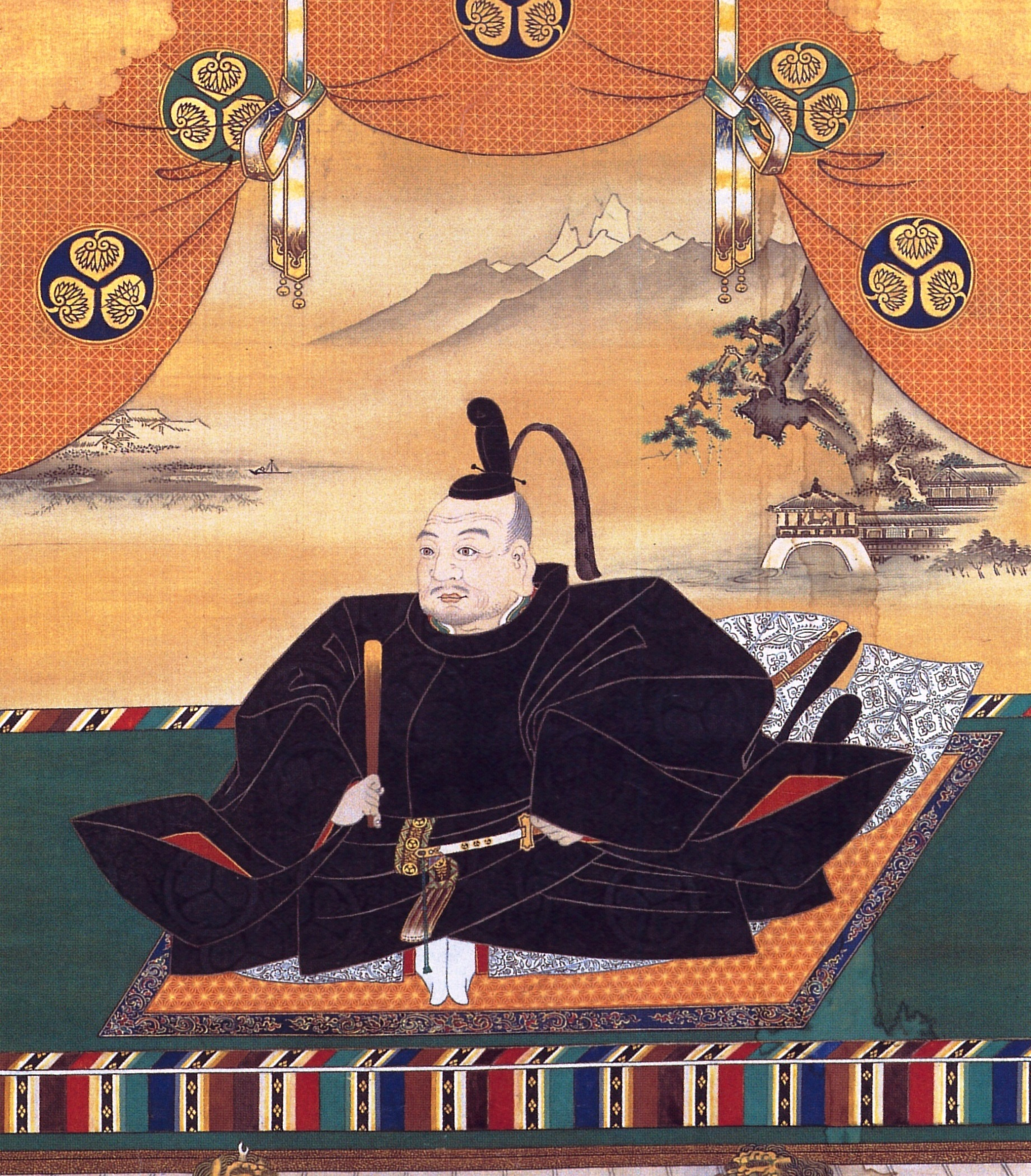
Shōgun đầu tiên của nhà Tokugawa, Tokugawa Ieyasu.

Thời kỳ Edo (江戸時代, Giang Hộ thời đại), còn gọi là thời kỳ Tokugawa, kéo dài từ năm 1603 đến năm 1868.
Năm 1600, Tokugawa Ieyasu đánh bại liên quân bốn mươi Daimyō miền Tây tại Sekigahara và nắm chính quyền. Tokugawa Ieyasu được bổ nhiệm làm tướng quân (cả Oda Nobugana lẫn Toyotomi Hideyoshi đều không cố gắng trở thành mà chỉ duy trì quyền lực qua các vị trí chính thức tại triều đình). Các daimyō chống đối gia đình Tokugawa đều bị chuyển tới các thái ấp ở những vùng xa trung tâm và bị ép phải dùng phần lớn của cải của họ để làm đường và các dự án khác, bị buộc phải luân phiên di chuyển hàng năm giữa Edo và thái ấp của mình, để lại gia đình làm con tin lâu dài ở Edo. Các thái ấp được những người tùy tùng của Shōgun cai quản, tuy nhiên quyền lực ở đây rất lớn. Thành lập bộ luật hợp pháp cho các gia đình quý tộc, tạo điều kiện cho chế độ Mạc phủ kiểm soát triều đình và Thiên hoàng. Hệ thống 4 đẳng cấp sĩ, nông, công, thương (shinokosho) được thừa nhận, cùng với việc hôn nhân giới hạn trong những người ở cùng một đẳng cấp. Ở từng đẳng cấp, mối quan hệ chủ-tớ phong kiến được thiết lập. Chế độ Mạc phủ Tokugawa được cấu thành vững chắc từ hệ thống này và được biết tới dưới tên gọi Bakuhan (Mạc phiên, kết hợp shōgun và chủ thái ấp). Buôn bán và đạo Ki-tô một lần nữa lại phát triển thịnh vượng trong thời gian ngắn, tuy nhiên, cũng như Hideyoshi, Mạc phủ Tokugawa ngày càng e ngại đạo Ki-tô và bắt đầu những biện pháp đàn áp với mức độ ngày càng tăng. Tới thời kỳ của Mạc phủ Tokugawa thì đạo Ki-tô hoàn toàn bị cấm tại Nhật Bản. Những tín đồ Ki-tô giáo người Nhật Bản bị hành hình. Với chính sách Tỏa Quốc, các thương gia, trừ người Hà Lan và người Trung Hoa, đều bị cấm tới Nhật Bản, và người Hà Lan bị hạn chế chỉ cho phép đến một hòn đảo nhỏ ở cảng Nagasaki.
Cùng với việc thống nhất đất nước, quyền lực của chế độ Mạc phủ được củng cố, việc cai trị tập trung, công nghiệp và nghề thủ công phát triển mạnh mẽ, giao thông được cải thiện, đem lại sự thịnh vượng cho buôn bán và thương mại nội địa. Các thị trấn mọc lên ngày càng nhiều và rất hưng thịnh, đặc biệt là các đô thị quanh cung điện. Giới thương gia trở nên giàu có, và từ tầng lớp này xuất hiện những hình thức nghệ thuật mới, bao gồm thơ haiku mà Matsuo Bashō là người khai sáng, tiểu thuyết bình dân của Ihara Saikaku, kịch của Chikamatsu Monzaemon, các bản tranh ukiyoe, kịch Kabuki được dàn dựng lần đầu tiên ở Kyōto vào đầu thời kỳ này, sau đó hạn chế chỉ dành cho diễn viên nam, bắt đầu được diễn ở Edo và Ōsaka vào cuối thế kỷ XVII.
Hệ thống Mạc phiên không ngừng suy yếu do sự tập trung của cải vào tay giới thương gia. Chế độ Mạc phủ gặp phải những khó khăn tài chính, samurai và nông dân rơi vào cảnh nghèo khó. Đã có các nỗ lực nhằm cải cách chế độ Mạc phủ, nhưng do vẫn duy trì chính sách thả lỏng việc tư nhân kinh doanh nên tình trạng suy vong ngày càng nặng nề. Nạn đói kém và thảm hoạ thiên nhiên, cộng thêm sưu cao thuế nặng (đối với lúa gạo) mà chế độ Tướng quân và Đại danh bắt người dân gánh vác đã biến những người nông dân và các tầng lớp dân thường khác thành nghèo khổ tình hình xã hội phong kiến của nước Nhật Bản lúc bấy giờ không khác gì các nước ở bán đảo Đông Dương. Trước tình cảnh đó, các cuộc khởi nghĩa của nông dân bùng nổ. Lĩnh vực văn hoá chứng kiến sự nở rộ cuối cùng của nền văn hoá Edo. Các truyện ngắn theo xu hướng phóng đãng, truyện tình lịch sử, nghệ thuật đóng kịch Kabuki, các loại tranh và bản in gỗ gồm nishiki-e (bản in tranh nhiều màu) được phát triển. Giáo dục được truyền bá vào tầng lớp thương gia và thậm chí cả những nông dân tại Terakoya (Tự tử ốc). Phát triển các trường Quốc học, một xu hướng giáo dục thoát khỏi ảnh hưởng của Trung Hoa và trở lại các truyền thống quốc gia. Rangaku (Lan học) - việc nghiên cứu các tác phẩm khoa học khác nhau du nhập từ phương Tây qua các thương nhân Hà Lan như địa lý, y học, thiên văn, vật lý, hoá học cũng dần dần phát triển.

#### Nghệ thuật và phát triển tri thức
Dưới thời này, Nhật Bản dần dần tiếp thu khoa học và công nghệ phương Tây (gọi là Lan học, hay "rangaku", "học vấn của người Hà Lan") qua thông tin và những cuốn sách của thương nhân Hà Lan ở Dejima. Lĩnh vực học tập chính là địa lý, dược học, khoa học tự nhiên, thiên văn học, nghệ thuật, ngôn ngữ, cơ học ví dụ như nghiên cứu về các hiện tượng điện, và khoa dược học, với ví dụ về sự phát triển của đồng hồ Nhật Bản, hay wadokei, chịu ảnh hưởng của kỹ thuật phương Tây.
Sự hưng thịnh của Tân Nho giáo là sự phát triển tri thức quan trọng dưới thời Tokugawa. Nho học vẫn hoạt động tích cực ở Nhật Bản nhờ các nhà sư, nhưng dưới thời Tokugawa, Nho giáo đã thoát ra khỏi sự kiểm soát của Phật giáo. Hệ tư tưởng này đã thu hút được sự chú ý về một cái nhìn thế tục về con người và xã hội. Chủ nghĩa nhân đạo, chủ nghĩa duy lý, và viễn cảnh lịch sử của học thuyết Tân Nho giáo hấp dẫn giới quan lại. Cho đến giữa thế kỷ XVII, Tân Nho giáo là hệ thống triết học hợp pháp thống trị nước Nhật và đóng góp lớn cho sự phát triển các hệ tư tưởng kokugaku ("Quốc học").

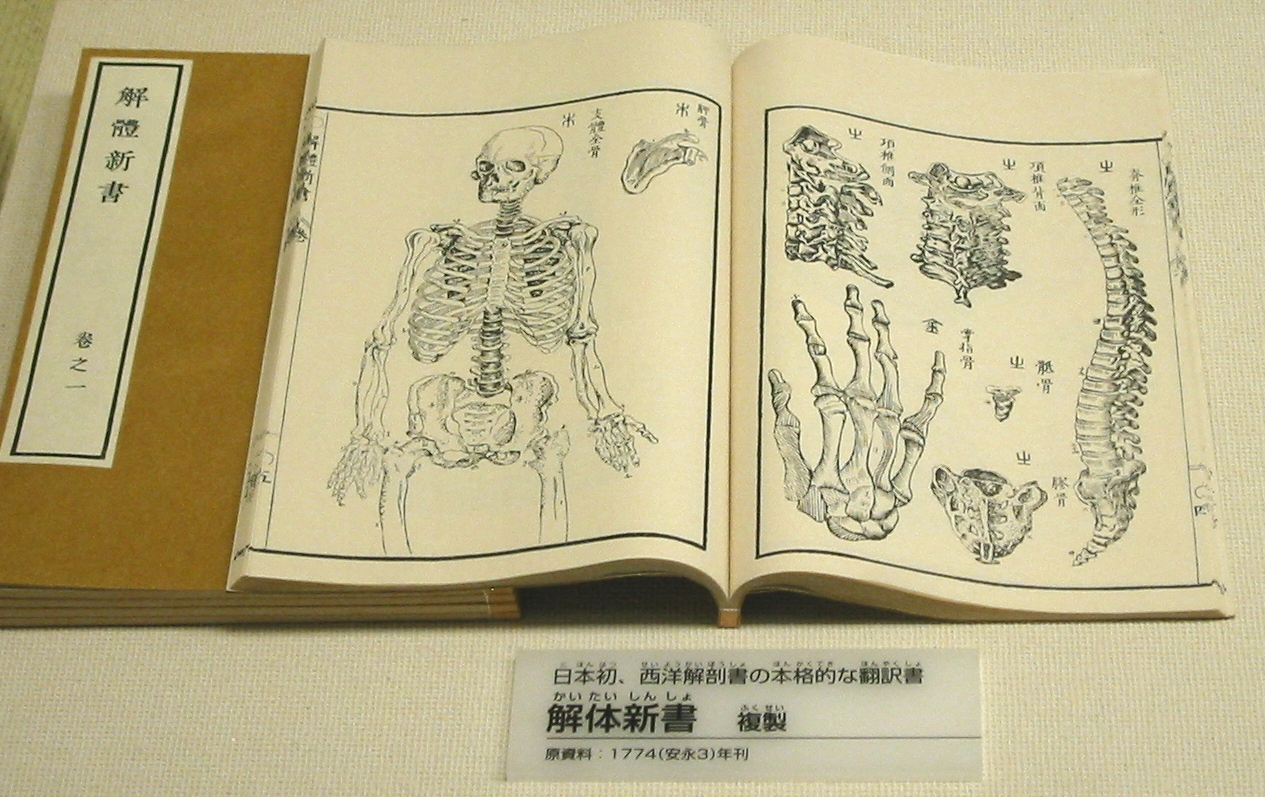
Kaitai Shinsho, chuyên luận đầu tiên của Nhật Bản về giải phẫu học phương Tây, xuất bản năm 1774.

Các nghiên cứu sâu và ứng dụng rộng rãi của Tân Nho đóng góp lớn trong việc thay đổi trật tự chính trị xã hội từ các quy tắc phong kiến đến đẳng cấp và các quy tắc định hướng cho những nhóm lớn trong xã hội. Luật lệ của nhân dân và các nhà Nho dần được thay thế bằng luật pháp. Các luật mới được phát triển, và các thể chế hành chính mới ra đời. Luận thuyết về chính quyền mới và cái nhìn mới về xã hội nổi lên với một sự cai trị toàn diện của Mạc phủ. Mỗi người có một vị trí riêng trong xã hội và phải làm việc để hoàn thành nhiệm vụ của đời mình. Cai trị nhân dân bằng nhân đức của những người có trách nhiệm thống trị. Chính quyền có quyền lực tuyệt đối nhưng có trách nhiệm và lòng nhân. Mặc dù hệ thống đẳng cấp do ảnh hưởng của Tân Nho, chúng không hề giống nhau. Trong khi binh lính và tăng lữ ở dưới cùng của hệ thống tầng lớp Trung Hoa, thì với Nhật Bản, thành viên của tầng lớp này được coi là giai cấp thống trị.
Thành viên của tầng lớp samurai tôn trọng triệt để truyền thống bushi (võ sỹ) với một sự quan tâm mới trong lịch sử Nhật Bản và đỉnh cao là tư tưởng của các nhà Nho đang nắm quyền, dẫn đến sự ra đời của khái niệm bushido ("võ sỹ đạo"). Một lối sống khác—chōnindō—cũng ra đời. Chōnindō (lối sống của người thành thị) là nét văn hóa riêng biệt nổi lên ở các thành phố như Ōsaka, Kyōto, và Edo. Nó khuyến khích lòng khao khát đạt đến những chuẩn mực bushido—siêng năng, trung thực, trọng danh dự, trung thành và thanh đạm—trong khi pha trộn niềm tin của Thần đạo, Tân Nho và Phật giáo. Nghiên cứu về toán học, thiên văn học, bản đồ học, kỹ sư, và nghề y cũng được khuyến khích. Người ta nhấn mạnh đến tài hoa của người thợ, đặc biệt là trong nghệ thuật. Lần đầu tiên, người dân đô thị có được khả năng vật chất và tinh thần để theo đuổi những hình thức văn hóa đại chúng mới. Họ kiếm tìm thú vui, hay còn gọi ukiyo ("phù thế"), quan niệm về thế giới của thời trang, giải trí, và khám phá đẳng cấp mỹ học trong các vật dụng và hoạt động thường ngày, bao gồm tình dục (shunga, "xuân họa"). Những nghệ giả (geisha), âm nhạc, kịch nghệ, Kabuki và bunraku (múa rối), thi ca, văn học, và nghệ thuật, ví dụ như những bản khắc gỗ tuyệt đẹp (còn gọi là ukiyo-e), là tất cả những mảng của bức tranh nghệ thuật đang nở hoa. Văn học huy hoàng với những ví dụ về tài năng kịch nghệ Chikamatsu Monzaemon (1653-1724) và nhà thơ, nhà văn tiểu luận, và du ký Matsuo Bashō (1644-94).

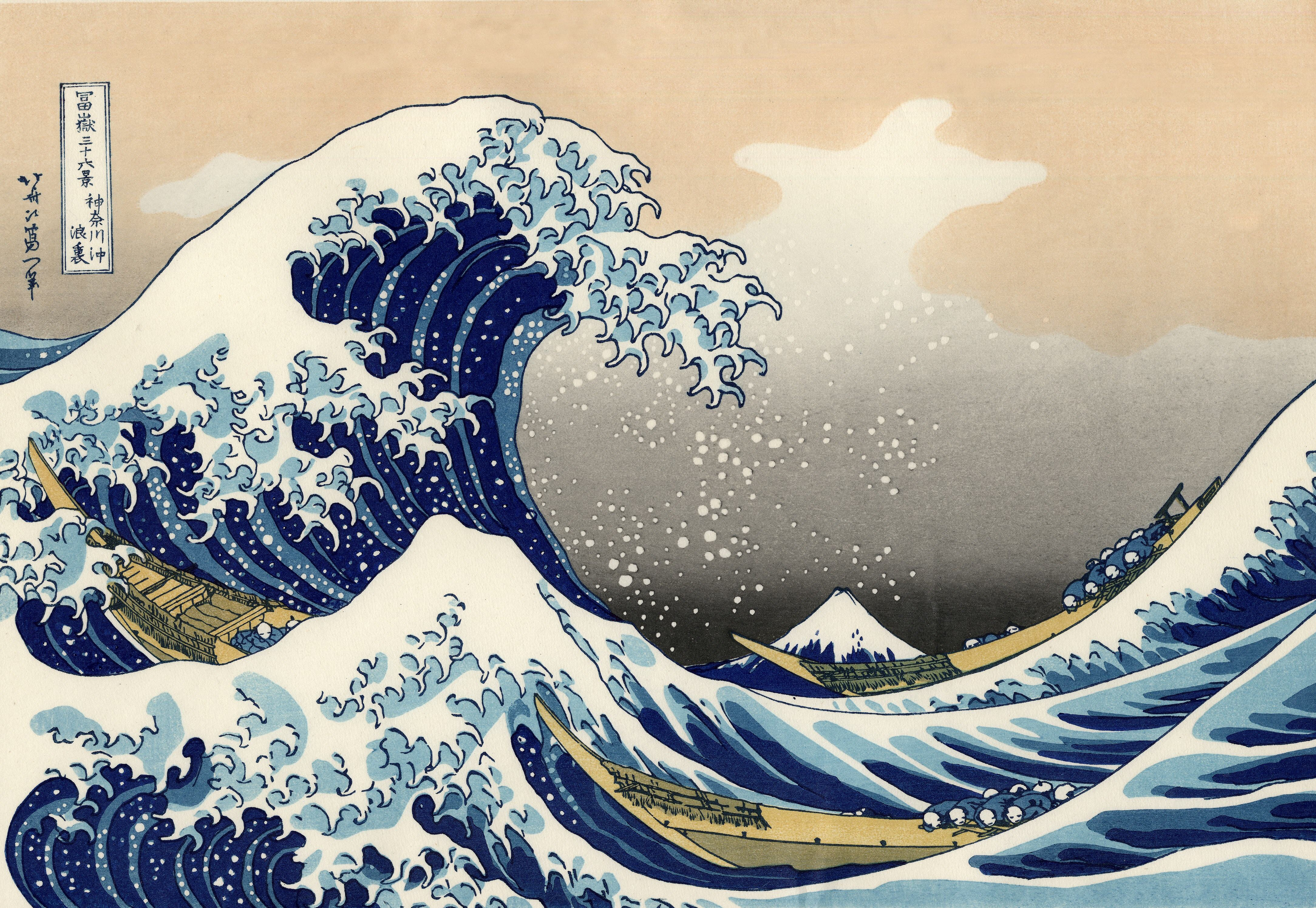
Sóng lừng ở Kanagawa (Thần Nại Xuyên Lang Lý) của Katsushika Hokusai (1760–1849).

Tranh in Ukiyo-e bắt đầu được sản xuất từ cuối thế kỷ XVII, nhưng năm 1764 Harunobu sản xuất bản in nhiều màu đầu tiên. Thế hệ họa sĩ tranh in tiếp theo, gồm có Torii Kiyonaga và Utamaro, vẽ những bức tranh thanh nhã và đôi khi sâu sắc về các cô gái thanh lâu. Trong thế kỷ XIX, nhân vật nổi bật nhất là Hiroshige, người tạo ra những bản in phong cảnh lãng mạn và có gì đó ủy mị. Hình dạng và góc nhìn lạ lùng về phong cảnh qua cái nhìn của Hiroshige với các tác phẩm của Kiyonaga và Utamaro, nhấn mạnh các mặt phẳng và phác thảo bằng những đường kẻ mạnh mẽ, sau này có ảnh hưởng sâu sắc đến các họa sĩ phương Tây như Edgar Degas và Vincent van Gogh (xem Japonism).
Phật giáo và Thần đạo đều quan trọng dưới thời Edo. Phật giáo, kết hợp với Tân Nho giáo, đưa ra tiêu chuẩn cho lối ứng xử trong xã hội. Mặc dù không có quyền lực chính trị hùng mạnh nhưng trong quá khứ, Phật giáo vẫn được tầng lớp trên tin theo. Lệnh cấm Công giáo giúp Phật giáo hưởng lợi vì Mạc phủ yêu cầu tất cả mọi người đăng ký tại các chùa. Sự phân chia cứng nhắc của xã hội thời Tokugawa thành các phiên, làng, phường và hộ gia đình đã giúp tái lập lại sự gắn bó với Thần đạo ở các địa phương. Thần đạo đưa ra chỗ dựa tinh thần cho những mệnh lệnh chính tị và là sợi dây buộc chặt cá nhân với cộng đồng. Thần đạo cũng giúp bảo tồn văn hóa dân tộc.
Thần đạo cuối cùng được cho là sự sáp nhập của chủ nghĩa duy lý Tân nho và chủ nghĩa duy vật. Phong trào kokugaku nổi lên từ sự tương tác của hai hệ thống niềm tin này. Kokugaku đóng góp vào chủ nghĩa dân tộc coi Thiên hoàng là trung tâm ở Nhật Bản hiện đại và sự phục sinh của Thần đạo với vai trò quốc giáo trong hai thế kỷ XVIII và XIX. Kojiki, Nihongi, và Man'yōshū đều được làm mới theo tinh thần Nhật Bản. Một số người theo chủ nghĩa thuần túy trong phong trào kokugaku, như Motoori Norinaga, thậm chí còn chỉ trích ảnh hưởng Nho giáo và Phật giáo và thực tế là các ảnh hưởng từ bên ngoài vì đã làm ô uế lối sống cổ xưa của nước Nhật. Nhật Bản là đất nước của kami và như vậy, có một định mệnh đặc biệt.

#### Tỏa Quốc
Thuật ngữ Tỏa Quốc có nguồn gốc từ tác phẩm Tỏa Quốc Luận (鎖国論) (Sakoru-ron) của Shitsuki Tadao (志筑 忠雄) ("Chí Trúc Trung Hùng") năm 1801. Shitsuki nghĩ ra từ này khi dịch tác phẩm thế kỷ XVII của nhà du hành người Đức Engelbert Kaempfer về Nhật Bản. Thuật ngữ này thời đó thường được dùng nhất để chỉ chính sách kaikin (海禁), hay "hải cấm", theo đó không người nước ngoài nào được vào Nhật Bản hay người Nhật được rời khỏi đất nước, người vi phạm phải chịu án tử hình, Chính sách được Mạc phủ Tokugawa ban bố dưới thời Tokugawa Iemitsu qua một số chiếu chỉ và chính sách từ năm 1633 đến năm 1639 và vẫn còn hiệu lực cho đến năm 1853 khi Phó đề đốc Hải quân Hoa Kỳ Matthew Perry đến và mở cửa nước Nhật. Cho đến cuộc Minh Trị Duy Tân (1868), việc rời khỏi nước Nhật vẫn là bất hợp pháp.

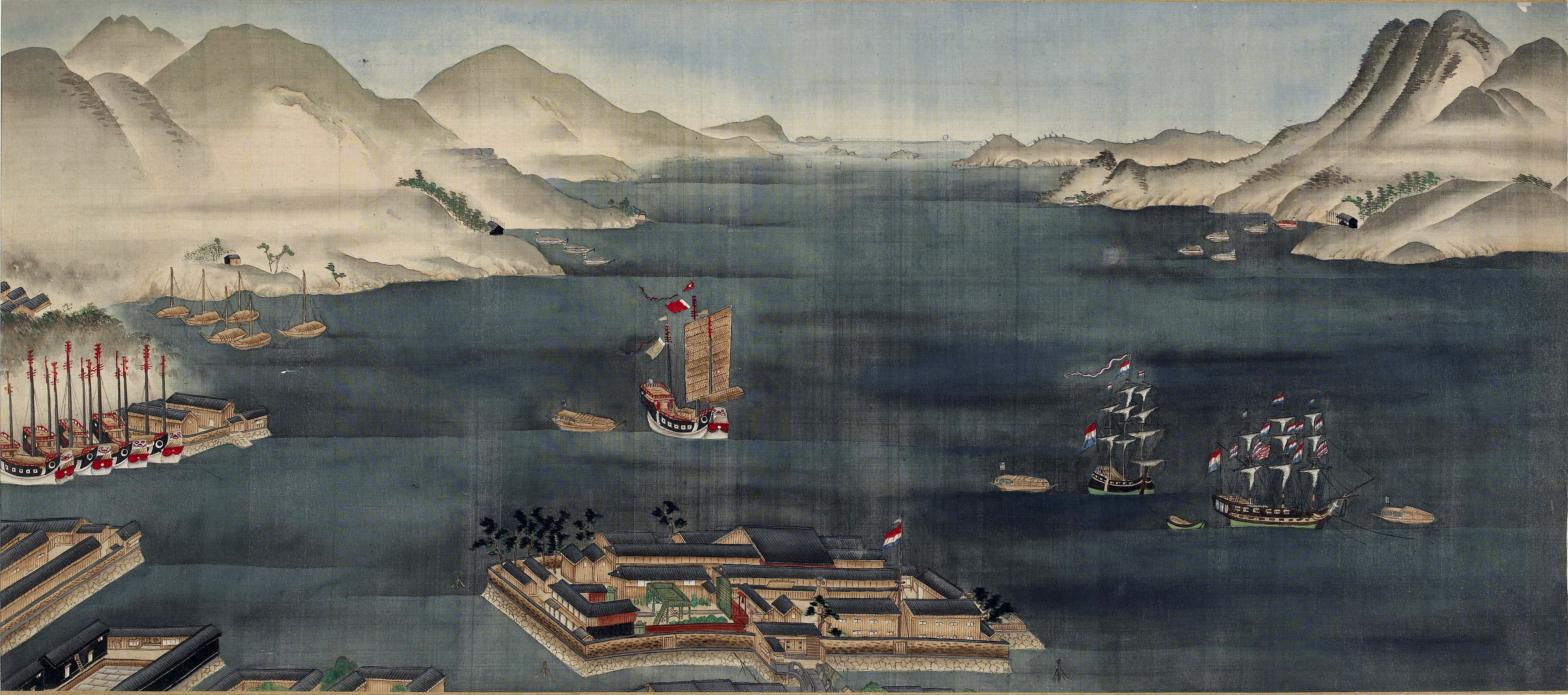
Dejima, thương điếm duy nhất của người châu Âu tại Nhật Bản sau khi áp dụng chính sách Sakoku ở Nagasaki

Nhật Bản không hề hoàn toàn biệt lập dưới chính sách Tỏa Quốc. Hơn nữa, đây là một hệ thống với các chính sách nghiêm ngặt được Mạc phủ và một số phiên áp đặt cho thương mại và ngoại giao (phiên). Chính sách nói rõ rằng thế lực phương Tây duy nhất được phép là nhà máy Hà Lan (thương điếm) ở Dejim, Nagasaki. Buôn bán với Trung Quốc cũng được thực hiện ở Nagasaki. Thêm vào đó, thương mại với nhà Triều Tiên thông qua phiên Đối Mã (ngày này là một phần của tỉnh Nagasaki), với người Ainu qua phiên Matsumae ở Hokkaidō, và với Vương quốc Ryūkyū qua phiên bang Satsuma (ngày nay là tỉnh Kagoshima). Ngoài việc giao thương trực tiếp ở các tỉnh vùng biên, tất các nước này đểu thường xuyên gửi các sứ đoàn mang cống phẩm đến trung tâm của Mạc phủ tại Edo. Khi các sứ thần đi dọc Nhật Bản, thần dân Nhật có được chút ý niệm về văn hóa nước ngoài.
Nhật Bản lúc này buôn bán với 5 thực thể khác nhau, thông qua 4 "cửa khẩu". Qua phiên Matsumae ở Hokkaido (sau này gọi là Ezo), họ buôn bán với người Ainu. Qua gia tộc đại danh Sō ở Đối Mã, họ có quan hệ với nhà Triều Tiên. Công ty Đông Ấn Hà Lan được cho phép buôn bán ở Nagasaki, cùng với các thương nhân Trung Quốc, những người cũng buôn bán với Vương quốc Ryūkyū, một vương triều bán độc lập trong gần hết thời kỳ Edo, và bị gia tộc Shimazu của phiên bang Satsuma kiểm soát. Tashiro Kazui đã chỉ ra rằng buôn bán giữa Nhật Bản và các thực thể này được chia làm hai loại: Nhóm A gồm Trung Quốc và Nhật Bản, "quan hệ với họ dưới sự giám sát trực tiếp của Mạc phủ ở Nagasaki" và nhóm B, đại diện là Vương quốc Triều Tiên và Vương quốc Ryūkyū, "họ buôn bán với phiên Đối Mã (gia tộc Sō) và Satsuma (gia tộc Shimazu)."
Hai nhóm khác nhau này phản ánh về cơ bản kiểu buôn bán nhập khẩu và xuất khẩu. Xuất khẩu từ Nhật Bản đến Triều Tiên và Vương quốc Ryūkyū, cuối cùng được mang từ những vùng đất này đến Trung Quốc. Ở quần đảo Ryūkyū và Triều Tiên, các gia tộc chịu trách nhiệm buôn bán với Triều Tiên và Vương quốc Ryūkyū xây dựng các thương điếm ở bên ngoài lãnh thổ Nhật Bản—nơi thương mại thực sự diễn ra. Vì cần người Nhật đi đến các thương điếm, việc buôn bán này giống như xuất khẩu, với người Nhật có quan hệ thường xuyên với thương nhân nước ngoài ở vùng đất có đặc quyền về cơ bản. Buôn bán với thương nhân Trung Quốc và Hà Lan ở Nagasaki diễn ra trên một hòn đảo gọi là Dejima, tách biệt khỏi thành phố bởi một eo biển nhỏ; người nước ngoài không thể vào nước Nhật từ Dejima, và người Nhật cũng không vào được Dejima mà không có quyền hoặc giấy phép đặc biệt.
Buôn bán thực ra phát đạt trong thời kỳ này, và mặc dù ngoại giao và thương mại bị giới hạn ở một số cảng nào đó, đất nước không hề đóng cửa. Thực tế là, khi Mạc phủ trục xuất người Bồ Đào Nha, họ đồng thời thương thảo với các đại diện người Hà Lan và Triều Tiên để đảm bảo kim ngạch thương mại nói chung không bị ảnh hưởng. Do đó, giới học giả vài thập kỷ gần đây ngày càng thường gọi chính sách đối ngoại thời kỳ này không phải Tỏa Quốc, với ý chỉ đất nước hoàn toàn biệt lập, tách biệt và đóng cửa, mà là thuật ngữ Hải cấm (海禁, "kaikin") được sử dụng trong các thư tịch thời kỳ đó, và xuất phát từ định nghĩa Trung Quốc tương đương hai jin.

#### Kết thúc bế quan tỏa cảng

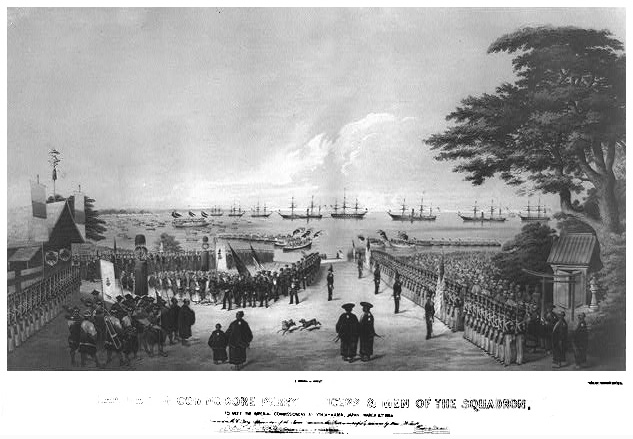
Phó đề đốc Perry cùng các sĩ quan và binh lính lên bờ để gặp sứ giả của Thiên hoàng tại Yokohama 14 tháng 7 năm 1853.

Chính sách Tỏa quốc đã kéo dài hơn 200 năm cho đến ngày 8 tháng 7 năm 1853, khi Phó đề đốc Matthew Perry của Hải quân Hoa Kỳ cùng với 4 chiến hạm — Mississippi, Plymouth, Saratoga, và Susquehanna — vào vịnh Edo, Tōkyō cũ, và phô diễn sức mạnh của các khẩu pháo hạm. Perry lịch sự đề nghị Nhật Bản mở cửa thương mại với phương Tây. Từ đây, những con tàu này được gọi là kurofune, Hắc thuyền.
Năm sau, tại Hiệp ước Kanagawa ngày 31 tháng 3 năm 1854, Perry quay lại với 7 chiến hạm và đề nghị Shōgun ký "Hiệp định Hòa bình và Hữu nghị," thiết lập quan hệ ngoại giao chính thức giữa Nhật Bản và Hoa Kỳ. Trong vòng 5 năm, Nhật Bản đã ký các hiệp định tương tự với các quốc gia phương Tây khác. Hiệp định Harris được ký với Hoa Kỳ ngày 29 tháng 7 năm 1858. Giới trí thức Nhật Bản coi các hiệp định này là bất bình đẳng, do Nhật Bản đã bị ép buộc bằng sự đe dọa chiến tranh, và là dấu hiệu phương Tây muốn kéo Nhật Bản và chủ nghĩa đế quốc đang nắm lấy phần còn lại của lục địa châu Á. Bên các phương tiện khác, họ đã cho các quốc gia phương Tây quyền kiểm soát rõ rệt đối với thuế nhập khẩu và đặc quyền ngoại giao (extraterritoriality) đối với tất cả các công dân của họ tới Nhật Bản. Đây sẽ là một cái gai trong quan hệ giữa Nhật Bản với phương Tây cho tới khi thế kỉ mới bắt đầu.

## Đế quốc Nhật Bản (1868–1945)
Sau cuộc cải cách chính trị phục hưng đem quyền lực cai trị cả nước Nhật về tay Thiên hoàng Minh Trị - và giải thể hệ thống Mạc phủ Tokugawa. Tuy vậy, chính sách đế quốc bắt đầu trước đó, từ năm 1871, khi Nhật chú trọng việc bảo vệ lãnh thổ và đồng thời phát huy quân sự dòm ngó các nước láng giềng. Thời đại đế quốc kéo dài qua ba triều đại: Minh Trị (1868-1912), Đại Chính (1912-1926) và 18 năm đầu (1927-1945) của Chiêu Hòa (ông trị vì cho đến 1989).
Cuộc khôi phục hoàng quyền vào thời kỳ Minh Trị là một cuộc thay đổi chính trị rất lớn trong lịch sử Nhật Bản. Trước đó, Mạc phủ Tokugawa lấn át Thiên hoàng, nắm mọi quyền hạn trong tay cai trị các đảo của Nhật Bản, bế môn tỏa cảng, chú tâm trùng tu xây dựng văn hóa, nghệ thuật. Lúc bấy giờ, các thế lực đế quốc Tây phương như Hoa Kỳ, Anh Quốc, Đức và Hà Lan đang nỗ lực lấn chiếm các nước châu Á. Do sức ép của thay đổi bên ngoài, chính quyền Nhật Bản phải chịu ký hiệp ước "bất bình đẳng" với Hoa Kỳ tại Kanagawa. Dân chúng Nhật lấy làm bất mãn khi thấy Nhật chịu yếu thế.
Fukuzawa Yukichi, một nhà tư tưởng Nhật, đưa ra kế hoạch cải tiến Nhật Bản bằng cách thay đổi hoàn toàn hệ thống chính trị, bỏ những tư tưởng Á châu hủ lậu, dồn sức canh tân kỹ nghệ để theo kịp Tây phương, và đồng thời mở rộng tầm ảnh hưởng Nhật đối với các nước láng giềng. Fukuzawa Yukichi thúc đẩy Nhật Bản vào đường lối chính trị thực tiễn, xa rời những tư tưởng có tính chất tình cảm hay lý tưởng không thực. Ông kêu gọi dân Nhật thoát khỏi vòng suy nghĩ Á châu, học hỏi theo Tây phương, biện minh rằng xã hội muốn theo kịp văn minh phải thay đổi theo thời gian và hoàn cảnh.
| “                  | Văn minh lây giống như bệnh sởi. Nó còn hay hơn bệnh sởi vì nó đem lại nguồn lợi | ” |
| — Fukuzawa Yukichi |                                                                                  |   |

Đại Nhật Bản Đế quốc Hiến pháp được ban hành năm 1889, chính thức trao nhiều quyền hạn chính trị vào tay Thiên hoàng. Tuy nhiên cho đến 1936, từ "Đại Nhật Bản Đế quốc" mới được chính thức sử dụng. Những từ khác để chỉ Nhật Bản lúc bấy giờ gồm có: 日本 Nhật Bản, 大日本 Đại Nhật Bản, 日本國 Nhật Bản Quốc, 日本帝國 Nhật Bản Đế quốc.
Đế quốc Nhật Bản, Phát xít Ý và Đức Quốc xã nằm trong khối Trục trong Chiến tranh thế giới thứ hai, cả ba đều có chủ trương làm bá chủ toàn cầu. Trước cuộc chiến này, hải quân Nhật thuộc hạng mạnh nhất nhì thế giới, đủ sức đánh bại Nga và Trung Quốc. Sau năm 1940, khi kỹ nghệ phát triển vượt bậc và quân lực tăng cường tối đa, Nhật bắt đầu đặt kế hoạch xâm lăng láng giềng: Trung Quốc, Triều Tiên và Đông Nam Á. Sau khi các hiệp ước bất bình đẳng bị hủy bỏ khi đế quốc Nhật đã hùng mạnh về quân sự và bắt đầu tranh chấp các lãnh thổ của các quốc gia khác (như Trung Quốc, Nga), các nước phe Đồng Minh, đặc biệt là Hoa Kỳ và Anh, liền hạn chế giao thương với Nhật. Liên minh phe Trục được Đức quốc xã đem ra để gây áp lực với Anh và Hoa Kỳ và như lời cảnh cáo với Hoa Kỳ là hãy đứng ngoài cuộc trong Chiến tranh thế giới thứ hai còn nếu như không sẽ bị lôi kéo vào cuộc chiến từ hai mặt trận - phía đông và phía tây.
Vào ngày 4 tháng 9 năm 1941, nội các Nhật Bản họp để xem xét về kế hoạch chiến tranh và ra quyết định:
Đế quốc của chúng ta vì mục đích tự vệ và tự bảo tồn sẽ hoàn tất sự chuẩn bị chiến tranh... [và là] ... giải quyết bằng chiến tranh với Hoa Kỳ, Anh và Hà Lan nếu thấy cần thiết. Đế quốc của chúng ta sẽ cố gắng tìm mọi hình thức ngoại giao có thể có, mặt đối mặt với Hoa Kỳ và Anh Quốc để đạt được mục tiêu của mình ... Trong trường hợp không có triển vọng được đáp ứng về những đòi hỏi của chúng ta 10 ngày đầu trong tháng 10 qua thương lượng ngoại giao được nói ở trên, chúng ta sẽ phải quyết định đối đầu chống Hoa Kỳ, Anh và Hà Lan.
Trong bản thảo hiến pháp Nhật 1946, một năm sau khi đầu hàng, Nhật thiết lập hệ thống chính trị và tên hiệu của nước trở thành Nhật Bản Quốc (日本国).

### Minh Trị Duy tân
Việc nối lại quan hệ với phương Tây đã dẫn đến sự đổi thay lớn đối với xã hội Nhật Bản. Chinh di Đại tướng quân phải từ bỏ quyền lực, và sau Chiến tranh Mậu Thìn năm 1868, quyền lực của Thiên hoàng được khôi phục. Cuộc Minh Trị Duy Tân tiếp theo đó đã mở đầu cho nhiều đổi mới. Hệ thống phong kiến bị hủy bỏ và thay vào đó là nhiều thể chế phương Tây, trong đó có hệ thống luật pháp phương Tây và một chính quyền gần theo kiểu lập hiến nghị viện. Các thái ấp phong kiến bị bãi bỏ và thay thế bằng hệ thống quản lý hành chính theo cấp tỉnh. Quyền lực tập trung trong tay Thiên hoàng. Các đẳng cấp trong xã hội phong kiến bị huỷ bỏ. Quân đội quốc gia và việc tuyển quân, chế độ thuế mới, hệ thống tiền tệ theo hệ thập phân, mạng lưới đường sắt, cùng các hệ thống thư tín, điện thoại, điện báo được thiết lập. Công nghiệp hiện đại được khởi đầu với các nhà máy do nhà nước xây dựng và điều hành, sau này được chuyển sang sở hữu tư nhân. Việc cải cách gặp phải sự chống đối đáng kể nhưng đều bị dẹp yên. Quan hệ buôn bán với Triều Tiên và Trung Quốc được thiết lập. Nhà nước đã nỗ lực hết sức để sửa đổi những hiệp ước bất bình đẳng đã được ký kết với các nước phương Tây.
Năm 1898, hiệp định cuối cùng trong các "hiệp định bất bình đẳng" với các đế quốc phương Tây đã được hủy bỏ, đánh dấu vị thế mới của Nhật Bản trên thế giới. Trong vài thập kỉ tiếp theo, bằng cách cải tổ và hiện đại hóa các hệ thống xã hội, giáo dục, kinh tế, quân sự, chính trị và công nghiệp, "cuộc cách mạng có kiểm soát" của triều đình Minh Trị đã biến Nhật Bản từ một nước phong kiến và bị cô lập thành một cường quốc trên thế giới.

### Phong trào tự do dân quyền

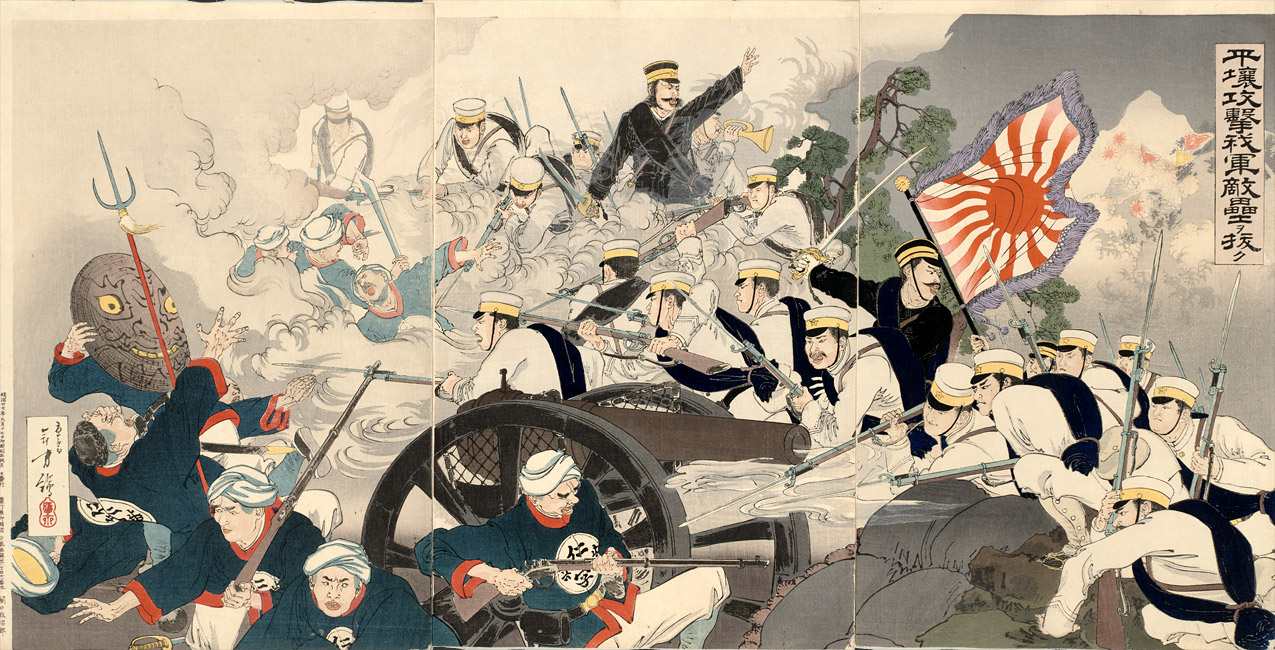
Quân Nhật đánh bại quân Thanh năm 1894 tại Triều Tiên.

Đạo Phật và Thần đạo, sau thời gian dài hợp nhất, đã chính thức tách ra. Thần đạo được lấy làm nền tảng tư tưởng của hoàng gia. Việc cấm Ki-tô giáo được huỷ bỏ. Các trường học mới theo phong cách phương Tây được lập nên ở khắp nơi, không phân biệt đẳng cấp, tài sản hay giới tính. Các lý tưởng về tự do, chủ nghĩa xã hội, bình đẳng cũng du nhập vào từ phương Tây và khá hưng thịnh trong một thời gian ngắn. Nhu cầu ăn mặc và nhiều vấn đề khác trong đời sống hàng ngày chịu ảnh hưởng của phương Tây.
Bên cạnh đó, vào năm 1880, triều đình được sự ủng hộ của Thiên hoàng đã thông qua "Điều lệ hội họp" và "Điều lệ báo chí" hạn chế gắt gao quyền tự do ngôn luận, tự do hội họp, cấm phát hành các văn kiện bàn bạc về chính trị,... Tháng 3 năm 1881, một nhóm cựu du học sinh người Nhật ở Pháp bao gồm Saionji Kinmochi, Matsukata Masayoshi,... sau khi về nước đã đứng ra thành lập tờ báo Đông Dương Tự do Tân văn, chủ trương thành lập nền dân chủ triệt để, truyền bá tư tưởng tự do. Cuối cùng, Thiên Hoàng buộc phải dùng đến biện pháp cứng rắn, ra sắc lệnh buộc Tây Viên Tự Công Vọng rút lui khỏi tờ báo và sau đó ra sắc lệnh đóng cửa luôn tờ báo - trước sau ra được 34 số. Để xoa dịu phong trào đấu tranh của quần chúng, tháng 10 năm 1881 Thiên hoàng Minh Trị đã ra một chiếu thư tuyên bố sẽ triệu tập quốc hội vào năm 1890, nhưng quyền hạn của quốc hội sẽ do Thiên hoàng quyết định.
Năm 1885, Nội các được thành lập. Tổng lý đại thần (tương đương với Thủ tướng) đầu tiên trong lịch sử Nhật Bản là Ito Hirobumi. Việc kêu gọi thành lập một chính quyền lập hiến dẫn tới sự ra đời của Nghị viện quốc gia và việc ban hành hiến pháp. Nghị viện tuy nhiên chỉ có ít quyền lực thực tế.
Năm 1889, Hiến pháp Đế quốc Nhật Bản (Hiến pháp Đại Nhật Bản) được quốc hội thông qua và có hiệu lực vào năm sau. Theo bản Hiến pháp này, Nhật Bản là quốc gia theo thể chế quân chủ lập hiến. Thiên hoàng và thế lực quân phiệt Nhật nắm giữ mọi quyền hành. Theo Điều 3 (Chương I), "Thiên hoàng có quyền thiêng liêng bất khả xâm phạm".

### Hoạt động quân sự
Năm 1874, thấy người Trung Quốc giết hại nhiều thương gia đến từ Okinawa (Nhật), triều đình Minh Trị xuất binh đánh chiếm Đài Loan. Năm 1875, đánh Triều Tiên, buộc nước này phải mở cửa cho hàng hóa của Nhật Bản. Do Trung Quốc tranh chấp ảnh hưởng của Nhật đối với Triều Tiên, tháng 7 năm 1894, chiến tranh Thanh-Nhật nổ ra tại bán đảo Triều Tiên; đến tháng 4 năm sau thì kết thúc với thắng lợi thuộc về Nhật.
Năm 1894, hiệp ước bất bình đẳng với Anh Quốc trong buôn bán được sửa đổi và các hiệp ước với những quốc gia khác cũng sửa đổi theo cho phù hợp. Sau thắng lợi của Nhật trước Trung Quốc, Nga, Đức và Pháp ép Nhật phải từ bỏ một số quyền lợi do lo ngại Nhật bành trướng lấn Nga, tạo ra mâu thuẫn lâu dài và sâu sắc giữa Nhật và các nước trên. Liên minh Anh - Nhật hình thành. Năm 1904, Chiến tranh Nga-Nhật bùng nổ tại Mãn Châu. Nhờ đường lối sách lược đúng đắn của triều đình Minh Trị, kết thúc năm 1905 sau Hải chiến Đối Mã với thắng lợi thuộc về người Nhật.
Năm 1909, Nhật Bản quyết định chiếm Triều Tiên và thực hiện điều đó ngay trong năm 1910. Cuộc chiến với Trung Quốc đã làm cho Nhật Bản thành một đế quốc hiện đại và hùng mạnh đầu tiên của phương Đông. Còn cuộc chiến với Nga chứng tỏ rằng một cường quốc phương Tây có thể bị một quốc gia phương Đông đánh bại. Kết cục của hai cuộc chiến là Nhật Bản trở thành một cường quốc chiếm ưu thế ở Viễn Đông, với tầm ảnh hưởng trải tới Nam Mãn Châu và Triều Tiên, những vùng mà đến năm 1910 chính thức trở thành thuộc địa của Đế quốc Nhật Bản.
Danh sách năm Nhật chiếm:
- 1872-1879, chiếm vương quốc Lưu Cầu
- 1895, chiếm Đài Loan
- 1905, chiếm một phần quần đảo Sakhalin (Nga) và bán đảo Liêu Đông (Trung Quốc)
- 1910, chiếm bán đảo Triều Tiên
- 1914, chiếm Sơn Đông (Trung Quốc)

### Thời kỳ Đại Chính
Thời kỳ Đại Chính (大正時代 | Đại Chính thời đại) (1912 – 1926) là thời kỳ Đại Chính Thiên hoàng trị vì. Trong chính sử thời kỳ này còn được gọi là thời kỳ dân chủ Đại Chính, theo tên kỷ nguyên và chính sách của chính quyền ban hành nhằm nỗ lực cởi mở hơn với phương Tây.
Thời kỳ này chứng kiến Chiến tranh thế giới thứ nhất. Cuộc chiến tranh này đã thúc đẩy kinh tế và buôn bán của Nhật Bản phát triển. Nhật Bản đồng thời cũng chiếm được đất đai ở Trung Hoa và Nam Thái Bình Dương, nhưng lại làm cho các quốc gia phương Tây ngờ vực. Nhật Bản đầu tư vốn vào Trung Hoa. Trong chiến tranh, các cuộc thương lượng ngoại giao quốc tế được tiến hành để cố gắng duy trì sự cân bằng quyền lực. Ở Nhật Bản, các đảng phái chính trị trở nên mạnh hơn, ngoại trừ Đảng Cộng sản Nhật Bản bị khủng bố buộc phải rút vào hoạt động bí mật, các lý tưởng dân chủ chiếm ưu thế. Sau cùng, dù sao, sự khủng hoảng của nền kinh tế hậu chiến trên thế giới đã ảnh hưởng bất lợi tới các nhà kinh doanh Nhật Bản, đồng thời trận Đại động đất Kanto dữ dội vào năm 1923 đã làm cho nên kinh tế thêm khó khăn. Tình trạng thất nghiệp, đồng lương sụt giảm và tranh chấp việc làm luôn xảy ra. Phong trào xã hội chủ nghĩa chiếm ưu thế.

### Thời kỳ Chiêu Hòa
Giai đoạn đầu thời kỳ Chiêu Hòa (昭和時代, hay thời đại Shōwa) tính từ lúc Thiên hoàng Chiêu Hòa lên trị vì năm 1927 đến khi Chiến tranh thế giới thứ hai kết thúc năm 1945.
Suy thoái kinh tế và bế tắc ngoại giao. Xuất khẩu giảm sút. Phá sản xảy ra thường xuyên, nhiều người thất nghiệp. Chính sách kiềm chế của Mỹ đối với Nhật Bản gia tăng gây nỗi bất bình lớn ở Nhật. Hiệp định Ishii-Lansing, thừa nhận quyền lợi đặc biệt của Nhật Bản ở Trung Quốc đã chấm dứt. Các dự thảo luật chống người nhập cư Nhật Bản ra đời và phong trào trục xuất người Nhật ở Trung Quốc lan rộng. Nội các không thể đối phó được vì các nhà chính trị và các nhà tài phiệt đã chiếm độc quyền, bị thu hút bởi các lợi ích tài chính, mà quên mất quyền lợi quốc gia và sự đau khổ của nhân dân. Rắc rối lên đến đỉnh điểm ở cánh hữu gây ra những vụ ám sát và các hoạt động quân sự, dẫn tới chính sách mở rộng xâm lược ở Trung Quốc, rút khỏi Hội Quốc Liên (tiền thân của Liên Hợp Quốc) và chủ nghĩa bành trướng của những người theo chủ nghĩa quân phiệt cánh hữu gia tăng. Sau này họ đã liên kết với chủ nghĩa phát xít và chủ nghĩa quốc xã. Tháng 9 năm 1931, Nhật Bản tiến hành đánh vùng Đông Bắc Trung Quốc
Trong năm 1939, đã diễn ra nhiều cuộc đấu tranh chống lại phát xít. Không những có tầng lớp nhân dân đấu tranh mà còn có cả binh lính và sĩ quan. Từ năm 1940, Đế quốc Nhật Bản đã xâm chiếm thêm các nước Đông Nam Á, bao gồm: Việt Nam, Lào, Campuchia, Philippines, Thái Lan, Malaysia, Indonesia, Myanmar (Miến Điện) và Brunei. Mở đầu cuộc xâm lược với quy mô ngày càng lớn. Cuộc xâm lược này là nguyên khởi của chiến tranh Thái Bình Dương.

## Nhật Bản sau Chiến tranh thế giới thứ hai
Từ sự đầu hàng trong Chiến tranh thế giới thứ hai vào 2 tháng 9 năm 1945, Đế quốc Nhật Bản bị giải thể, một nhà nước mới "của Nhà nước Nhật Bản" được thành lập.

### Nhật Bản trong Chiến tranh Lạnh
Nhật Bản trong Chiến tranh Lạnh là thời kỳ từ năm 1945 cho đến năm 1989.
Sự thất bại trong chiến tranh và sự sụp đổ của chủ nghĩa quân phiệt. Hứng chịu thảm họa bom nguyên tử lần đầu tiên trong lịch sử nhân loại. Bắt đầu thời kỳ Nhật Bản bị chiếm đóng lần đầu tiên trong lịch sử. Vị trí tối cao của Thiên hoàng không còn khi chế độ quân chủ nghị viện được thiết lập và Hiến pháp hòa bình ra đời. Tiến hành các cải cách dân chủ, xây dựng lại nền công nghiệp bị tàn phá. Hiệp ước San Francisco có hiệu lực.
Sau khoảng 10 năm hậu chiến, Nhật Bản đã đạt được các kỳ tích về kinh tế và đời sống của nhân dân được nâng cao. Kỷ niệm 100 năm (1868-1968) Duy Tân Minh Trị Kawabata Yasunari, nhà văn Nhật Bản, được trao giải Nobel văn học. Bước phát triển kinh tế ngoạn mục đem đến cho Nhật Bản vai trò quốc tế như một quốc gia thương mại và dần dần trở thành nước có tiềm lực kinh tế đứng thứ hai trên thế giới, sau Hoa Kỳ. Xảy ra vụ bê bối Lockheed, chính trường xáo trộn, đồng yên tăng giá và buôn bán thặng dư trở thành một vấn đề quốc tế. Đã diễn ra những sự kiện trọng đại trong đời sống kinh tế, xã hội Nhật Bản: Khai trương mạng lưới tàu Shinkansen (Tokaido, San'yo, Tōhoku, Kan'etsu), chia tách và tư hữu hoá đường sắt quốc gia, mở đường hầm Seikan, khai trương cầu Sento Ohashi, vụ bê bối Recruit.

### Thời kỳ Heisei
Thời kỳ Heisei (平成時代, hay thời đại Bình Thành hay còn được gọi là thời kỳ sau khi chiến tranh lạnh) bắt đầu từ năm 1989. Một số học giả Tây phương cho rằng Heisei đánh dấu mốc Nhật Bản bước vào kỷ nguyên hậu hiện đại.
Năm 1989 đánh dấu một thời kỳ phát triển cực thịnh nhất trong lịch sử Nhật Bản. Cùng với giá trị đồng tiền yên mạnh và tỷ lệ đổi tiền có lợi với tiền đô la, các ngân hàng ở Nhật Bản giữ số lợi tức thấp do đó sinh ra cuộc đầu tư lớn làm tài sản đất của thành phố Tōkyō tăng tới 60% trong một năm. Khi gần tới năm mới của năm 1990, giá cổ phiếu Nikkei 225 đã lên tới mức kỷ lục 39 000 yên. Vào tới năm 1991, nó đã rớt xuống 15 000, đánh dấu điểm kết thúc của thời kỳ huy hoàng bong bóng kinh tế của Nhật Bản. Số lượng thất nghiệp sau đó tăng khá cao nhưng không tới nỗi quá tệ. Thay vì chịu phạm vi thất nghiệp lớn, Nhật Bản đã phải chịu sự suy thoái kinh tế một cách từ từ và cũng có những hậu quả khôn lường. Do đó rất khó có thể có những số liệu chính xác về ảnh hưởng kinh tế được. Trong thời gian thịnh vượng thì các công ăn việc làm thường được xem là chỗ làm lâu dài thậm chí nhiều người nghĩ là chỗ làm cả đời. Tuy nhiên, Nhật Bản trong thập kỷ đi xuống, cũng thấy có một số diễn biến có lợi nhưng sự tăng tạm thời trong các công việc thời gian phụ và có một số lợi ích cá nhân. Điều này đã tạo nên sự khác biệt lớn đối với những thế hệ. Đối với những người đi vào ngành lao động trước thập kỷ đi xuống thì vẫn giữ được việc làm và hưởng được lợi ích và không bị ảnh hưởng gì đối với nền kinh tế bị suy sụp nhưng đối với những công nhân đi vào ngành lao động trễ hơn thì sẽ phải gánh chịu hậu quả của nền kinh tế xấu.
Trong một loạt các việc tai tiếng tài chính của LDP, một sự liên minh dẫn đầu bởi Morihiro Hosokawa. Ông nắm quyền vào năm 1993. Hosokawa đã thành công trong việc tạo ra đầu phiếu đa số tương đối thay vì đầu phiếu không chuyển nhượng đơn. Tuy nhiên sự liên mình đó đã bị sụp đổ khi nhiều đảng phái khác tập trung lại để lập đổ đảng LDP. Đảng LDP thiếu sự hợp nhất trong các vấn đề xã hội. Đảng LDP trở lại quyền lực vào năm 1996, khi nó giúp bầu đảng dân chủ xã hội Tomiichi Murayama thành thủ tướng.
Trận động đất Kobe 1995 xảy ra tại thành phố Kobe vào ngày 17 tháng 1 năm 1995. 6 ngàn người bị chết và 44 ngàn người bị thương. 250 ngàn căn hộ bị hủy diệt hoặc bị cháy hết. Tổng số tiền tổn thất lên tới hơn 10 nghìn tỷ yên. Vào tháng 3 ở cùng năm đó nhóm cực đoan Aum Shinrikyo đã tấn công trạm ga tại thành phố Tōkyō cùng với khói sarin, làm thiệt mạng 12 người và làm bị thương hàng trăm người. Một khảo sát sau này cho biết rằng nhóm cực đoan này chịu trách nhiệm trong nhiều vụ án mạng xảy ra trước vụ việc nhà ga.
Koizumi Junichirō từng là chủ tịch của đảng và thủ tướng của Nhật từ tháng 4 năm 2001 đến tháng 9 năm 2006. Koizumi được sự ủng hộ rất cao. Ông từng là người tham gia cải cách kinh tế. Ông đã tư nhân hóa hệ thống bưu điện quốc gia. Koizumi còn tham gia rất nhiều hoạt động tích cực trong cuộc chiến tranh chống khủng bố. Ông đã gởi 1 ngàn lính lực lượng Phòng vệ Nhật Bản để giúp Iraq kiến thiết lại sau chiến tranh Iraq. Đó là số lượng binh lính nhiều nhất được gửi ra hải ngoại của Nhật Bản kể từ sau chiến tranh thế giới thứ hai.
Chiến tranh Vùng Vịnh, hoạt động chính trị bị hỗn loạn, vụ bê bối Sagawa Kyubin (佐川急便) đã xảy ra. Hoạt động giữ gìn hoà bình của Liên hiệp quốc được triển khai. Lực lượng phòng vệ được cử đến Campuchia và Mozambique. Xảy ra trận động đất Hanshin-Awaji (阪神淡路大震災). Đây là thời kỳ ghi dấu bởi những giai đoạn trì trệ kinh tế và những bước hồi phục chậm chạp. Nhật Bản bước vào thế kỷ XXI với những thay đổi vị thế trên trường quốc tế, nhấn mạnh hơn đến vị trí chính trị và quân sự, đặc biệt là việc đưa quân ra nước ngoài và thành lập Bộ quốc phòng thay cho Cục phòng vệ quốc gia vào ngày 9 tháng 1 năm 2007.
Các liên minh được thành lập giữa đảng dân chủ (ĐDC) và cánh tả đảng Xã hội Dân chủ và đảng bảo thủ đảng nhân dân mới (tiếng Anh "People's New Party"). Một liên minh đối đầu khác được thành lập giữa nhóm bảo thủ tự do và đảng Dân chủ Tự do. Các đảng phái khác như đảng Tân Kōmeitō, đảng theo chủ nghĩa Sōka Gakkai và đảng Cộng sản Nhật Bản. Vào ngày 2 tháng 6 năm 2010, thủ tướng Yukio Hatoyama từ chức chỉ huy của đảng ĐDC vì lý do ông đã thất bại trong tiến trình thực hiện lời hứa của mình. Ông đã từng hứa sẽ hủy bỏ khu căn cứ của Hoa Kỳ tại đảo Okinawa.
Ngày 11 tháng 3 năm 2011 Nhật Bản phải hứng chịu một trận động đất mạnh nhất ghi nhận được trong lịch sử của quốc đảo này, tác động nghiêm trọng tới khu vực Đông Bắc đảo Honshū. Với độ lớn lên tới 9,0 MW., trận động đất này đã gây sóng thần lan dọc bờ biển Thái Bình Dương của Nhật Bản làm hàng vạn người chết và mất tích, hàng trăm nghìn nhà cửa và công trình bị hủy hoại. Sóng thần cũng gây hư hỏng các lò phản ứng hạt nhân ở Fukushima, trong đó đặc biệt nghiêm trọng là Sự cố nhà máy điện Fukushima I dẫn đến nóng chảy hạt nhân gây rò rỉ phóng xạ ra môi trường. Đây là thảm họa nhà máy điện nguyên tử lớn nhất từ sau thảm họa Chernobyl năm 1986.

## Bản tóm tắt các thời kỳ
Cái bản này thường được sử dụng rộng rãi để diễn tả các thời kỳ trong lịch sử Nhật Bản:
| Ngày                                                    | Thời kỳ            | Thời kỳ                          | Phụ thời kỳ                                                             | Chính quyền tối cao                                        |
| ------------------------------------------------------- | ------------------ | -------------------------------- | ----------------------------------------------------------------------- | ---------------------------------------------------------- |
| 30,000–10,000 TCN                                       | Thời kỳ đồ đá      | Thời kỳ đồ đá                    |                                                                         | Không rõ                                                   |
| 10,000–300 TCN                                          | Thời Cổ đại        | Jōmon                            |                                                                         | Các thị tộc địa phương                                     |
| 900 TCN – 250 CN (có thời gian trùng với thời kỳ trước) | Thời Cổ đại        | Yayoi                            |                                                                         | Các thị tộc địa phương                                     |
| khoảng 250–538                                          | Thời Cổ đại        | Kofun                            |                                                                         | Thị tộc Yamato                                             |
| 538–710                                                 | Thời Trung cổ      | Asuka                            |                                                                         | Thị tộc Yamato                                             |
| 710–794                                                 | Thời Trung cổ      | Nara                             |                                                                         | Thiên hoàng                                                |
| 794–1185                                                | Thời Trung cổ      | Heian                            |                                                                         | Thiên hoàng                                                |
| 1185–1333                                               | Thời kỳ phong kiến | Kamakura                         |                                                                         | Mạc phủ Kamakura                                           |
| 1333–1336                                               | Thời kỳ phong kiến | Tân chính Kemmu                  |                                                                         | Thiên hoàng                                                |
| 1336–1392                                               | Thời kỳ phong kiến | Muromachi                        | Nam-Bắc triều                                                           | Mạc phủ Ashikaga                                           |
| 1392–1467                                               | Thời kỳ phong kiến | Muromachi                        |                                                                         | Mạc phủ Ashikaga                                           |
| 1467–1573                                               | Thời kỳ phong kiến | Muromachi                        | Sengoku                                                                 | Mạc phủ Ashikaga, Daimyō, Oda Nobunaga, Toyotomi Hideyoshi |
| 1573–1603                                               | Thời kỳ phong kiến | Azuchi-Momoyama                  | Sengoku                                                                 | Mạc phủ Ashikaga, Daimyō, Oda Nobunaga, Toyotomi Hideyoshi |
| 1603–1868                                               | Hiện đại hóa       | Edo                              |                                                                         | Mạc phủ Tokugawa                                           |
| 1868–1912                                               | Thời hiện đại      | Trước chiến tranh                | Meiji                                                                   | Thiên hoàng                                                |
| 1912–1926                                               | Thời hiện đại      | Trước chiến tranh                | Taishō                                                                  | Thiên hoàng                                                |
| 1926–1945                                               | Thời hiện đại      | Trước chiến tranh                | Shōwa                                                                   | Thiên hoàng                                                |
| 1945–1952                                               | Đương thời         | Sau chiến tranh thế giới thứ hai | Thời kỳ bị chiếm đóng (Còn được gọi là thời kỳ Shōwa trước chiến tranh) | Chỉ huy tối cao của Khối Đồng Minh                         |
| 1952–1989                                               | Đương thời         | Sau chiến tranh thế giới thứ hai | Thời kỳ hậu chiếm đóng (Còn được gọi là thời kỳ Shōwa sau chiến tranh)  | Dân chủ nghị viện                                          |
| 1989-2019                                               | Đương thời         | Sau chiến tranh thế giới thứ hai | Heisei                                                                  | Dân chủ nghị viện                                          |
| 2019–nay                                                | Đương thời         | Sau chiến tranh thế giới thứ hai | Reiwa                                                                   | Dân chủ nghị viện                                          |